# TER Pays de la Loire
Le TER Pays de la Loire, ou Aléop en TER depuis 2019, est l'ensemble de lignes TER qui couvre la région administrative des Pays de la Loire. Il représente quatre-cent-vingt circulations de trains par jour de pleine semaine, totalisant 24 500 train-km. Des lignes routières organisées par le Conseil régional des Pays de la Loire ainsi que des lignes routières TER complètent l'offre ferroviaire. Elles représentent environ cent-vingt circulations d'autocars ou 8 000 véhicule-km par jour de pleine semaine. Cent-vingt-trois gares sont à la disposition des voyageurs, auxquelles s'ajoutent cent-dix-sept points d'arrêt routiers.
Les Pays de la Loire sont autorité organisatrice de transports depuis 1998. Le budget de la région consacré aux transports collectifs régionaux et aux infrastructures ferroviaires était de 134 700 000 € en 2008, soit 16,8 % du budget global.

## Histoire

### Le transport régional avant la décentralisation
En 1960, le trafic régional et local est assuré surtout par les trains omnibus, qui incluent les trains directs ou semi-directs. Dans l'actuelle région Pays de la Loire, ce trafic est alors moyennement développé et comporte généralement trois à cinq aller-retours quotidiens par ligne. Une densité de trafic supérieure avec six à neuf aller-retours est constatée sur l'axe Paris - Nantes, entre Connerré - Beillé, Le Mans et Sablé ainsi qu'entre Angers et La Possonnière. Dans ce dernier cas, l'explication est le tronc commun de deux lignes, à l'instar des deux sections de la transversale Redon - Bordeaux présentant également une densité de l'offre supérieure. Il s'agit de Nantes - Clisson et de Nantes - Savenay. Mais la même transversale ne conserve qu'une desserte omnibus résiduelle de deux aller-retours par jour entre La Roche-sur-Yon et La Rochelle. Six lignes de moindre importance ont également une desserte de ce modeste niveau, à savoir La Roche-sur-Yon - Commequiers, La Flèche - Saumur, Cholet - Bressuire, Saumur - Thouars, Cholet - Clisson et Bressuire - La Roche-sur-Yon. Seules les trois dernières subsistent à ce jour (2012). Deux lignes ne sont desservies que par un unique aller-retour par jour, à savoir Pont-Château - Montoir-de-Bretagne et Château-du-Loir - Saumur. Elles aussi ont été fermées.
Dans un contexte de motorisation individuelle galopante et d'investissements limités dans les transports en commun, le « contrat de programme » État - SNCF d'août 1966 vise, entre autres, à décharger la SNCF des services déficitaires sans mettre officiellement en question l'obligation de service public. Moyennant, notamment, le transfert de services omnibus sur la route, la suppression de lignes déficitaires parcourues uniquement par des omnibus et la réorganisation des services subsistants, l'équilibre budgétaire de la SNCF devra ainsi être atteint de nouveau en 1974. Un programme de fermeture portant à l'origine sur 5 000 km de relations omnibus est élaboré. Bientôt, l'objectif sera porté à 10 000 km, mais nombre de fermetures ne seront finalement pas mises en œuvre ou le seront beaucoup plus tard, jusque dans les années 1990. Finalement, entre avril 1967 et août 1973 6 756 km de lignes sont fermées au service voyageurs, avec le plus souvent avec substitution par un service routier sous responsabilité de la SNCF. Dans l'actuelle région Pays de la Loire, ces fermetures concernent : La Flèche - Vivy (45 km), Niort - Fontenay-le-Comte (34 km), et Velluire - Fontenay-le-Comte (11 km) au 3 mars 1969 ; La Roche-sur-Yon - Commequiers (41 km) au 18 janvier 1970 ; et Château-du-Loir - Saumur (68 km) au 6 avril 1970.

### Le conventionnement du transport régional de voyageurs avant la naissance du TER

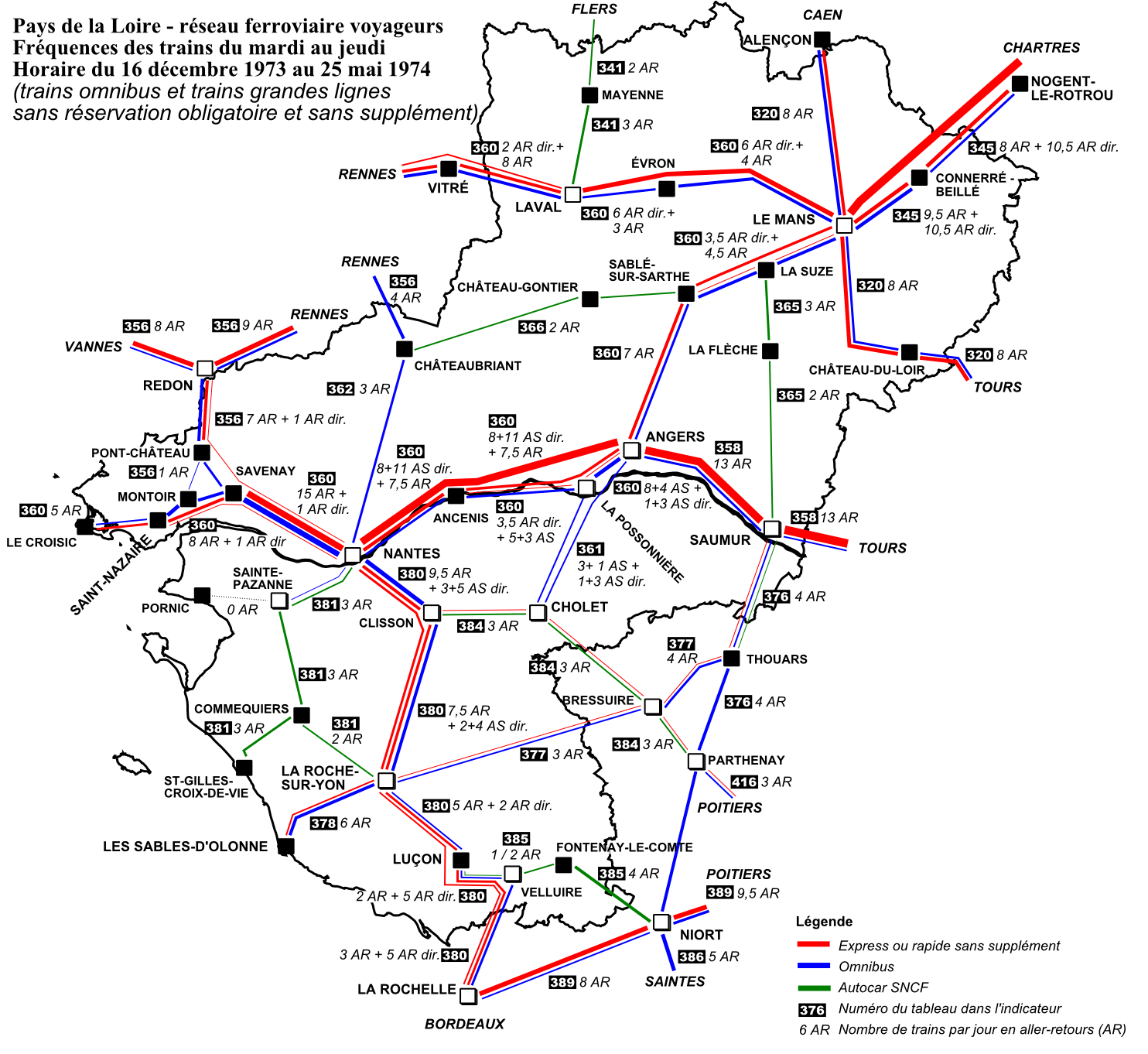
Fréquence des dessertes au moment de l'instauration des SRT, trains équivalents aux TER et Intercités.

La SNCF n'ayant pu atteindre l'équilibre financier à la fin de l'exercice 1973, le ministère des Finances fixe l'objectif de reporter les services omnibus sur 10 000 km de voies ferrées sur la route, chiffre bientôt porté à 12 500 km. Quand Jacques Chirac devient Premier ministre le 27 mai 1974, il décrète rapidement l'arrêt des transferts sur route autoritaires et propose d'attendre tout d'abord l'élaboration des premiers schémas régionaux de transport (SRT) décidée le 6 mars 1974. Six régions sont choisies comme régions pilotes, dont les Pays de la Loire font partie. Ensuite le principe est progressivement étendu sur toutes les régions jusqu'en 1977. Les régions vont se voir se confier l'organisation des services omnibus, avec l'idée sous-jacente qu'elles vont fermer des lignes rurales pour utiliser les économies réalisées pour l'amélioration des dessertes déclarées d'intérêt régional par le SRT. Le but global est l'amélioration des transports collectifs sans coûts supplémentaires pour la collectivité. Les Pays de la Loire entament l'élaboration de leur SRT en 1975, soit avec un an de retard, les élus hésitant à s'engager dans une voie les amenant à prendre des responsabilités pour des dessertes SNCF. L'élaboration du SRT s'avère laborieuse.
Sans attendre l'achèvement du SRT, une opération de réorganisation des dessertes est menée autour de Cholet à partir de 1975, dans le but d'améliorer son accès aux centres régionaux que sont Nantes et Angers. Depuis le 27 septembre 1970, la ligne de Clisson à Cholet est privée de son service omnibus ; à l'instar des lignes voisines de Cholet à Bressuire et de Bressuire à Parthenay, elle n'est plus parcourue que par l'autorail express Nantes - Limoges et retour. Cet express est assuré par un X 2400 dont le niveau de confort est peu compatible avec une liaison aussi longue. En dépit des bonnes correspondances assurées, l'autorail n'est occupé que par trente-huit voyageurs en moyenne, dont quinze seulement font le trajet de bout en bout. Le trafic marchandises étant devenu négligeable, cet unique aller-retour voyageurs supporte la quasi-totalité des frais d'infrastructure selon la comptabilité SNCF de l'époque, et engendre un déficit annuel de 5 100 000 francs. La SNCF souhaite supprimer ce service, mais préfère se concerter avec la Chambre de commerce et la municipalité de Cholet. Au bout de longues et difficiles négociations, ces instances obtiennent de la SNCF deux aller-retours et demi Angers - Cholet supplémentaires, ainsi que deux aller-retours directs Nantes - Cholet. En échange, l'autorail express Nantes - Limoges est reporté sur la route entre Nantes et Poitiers, avec un allongement du temps de parcours d'une demi-heure. Ces modifications prennent effet le 7 mai 1977 (sauf la fermeture Parthenay - Neuville-de-Poitou, différée par la région Poitou-Charentes jusqu'au 1er juin 1980). La SNCF ne demande pas de financement pour le renforcement de la desserte Angers - Cholet. Par contre, pour la desserte Nantes - Cholet, elle obtient des subventions à concurrence de 50 % des déficits encourus, de la part de la DATAR (pour une période d'essai à titre d'expérimentation) et du Conseil régional des Pays de la Loire. Bien que ces subventions soient motivées par un encouragement des transports en commun, leur justification interne est le retard dans la construction d'une voie rapide entre les deux villes concernées, et le train n'est vu que comme solution provisoire. Au bout de deux ans, la Région décide quand même de doubler la desserte par train Nantes - Cholet, qui passe ainsi à quatre aller-retours, et de supprimer la desserte parallèle par autocars SNCF.
Pour l'élaboration du SRT, la procédure demande la création d'une commission mixte composée d'élus, de membres de la mission régionale préfectorale, de l'Oréam Nantes / Saint-Nazaire et de la direction régionale de l'Équipement, ainsi que de représentants des transporteurs. Les travaux commencent par l'exploitation des statistiques de trafic routier et ferroviaire pour réaliser une analyse de la demande. Ensuite les services omnibus de la SNCF sont examinés. Ainsi la commission procède à un diagnostic de la situation qui débouche, comme prévu, sur des propositions de réorganisation de certaines dessertes et de transferts sur route d'autres dessertes. Les membres de la commission hésitent toutefois à proposer les fermetures de lignes, les réactions hostiles à la suppression de l'express Nantes - Limoges les incitant à être prudents. L'État s'impatiente, rappelle le délai ultime d'octobre 1977 pour bénéficier du décret, et menace de fermer des lignes d'office en l'absence de mesures prises par la Région. Mais malgré cet ultimatum, l'opposition de la Vendée est si vive, avec par exemple une campagne de presse d'envergure, que le projet de fermeture de la ligne de La Roche-sur-Yon à Saumur est finalement abandonné. Le transfert sur route des omnibus de la ligne de La Roche-sur-Yon à La Rochelle est décidé en faveur d'une amélioration de la desserte par autocars de Fontenay-le-Comte. En outre, la desserte de l'axe Nantes - Saint-Nazaire - Le Croisic est envisagée. Avec ces concessions, le SRT est adopté le 4 juillet 1977.
Ensuite, l'État ayant été déçu par les SRT et le peu de fermetures enclenchées, le nouveau contrat d'entreprise entre État et SNCF de mars 1979 donne à la SNCF les moyens de décider d'elle-même de la fermeture de lignes. C'est ce qu'elle s'apprête à faire avec la ligne de La Roche-sur-Yon à Thouars, tout juste sauvée, et la ligne de Nantes à Châteaubriant (63 km), où les trains sont occupés que par trente-quatre personnes en moyenne. Bien que cette valeur dépasse celle des autres dessertes omnibus supprimées en 1980 (vingt-trois au total), la Région donne son aval après consultation par la SNCF. En effet, elle craint que l'État ne la sanctionne en suspendant le versement des économies en vertu du décret de 1973 et du SRT. Il est vrai aussi que les dépenses dépassent huit fois les recettes et que le déficit est de 4 470 000 francs. En revanche, la Région refuse la fermeture de La Roche - Thouars ; bien que la SNCF ne soit pas obligée de demander son accord, la Région sait qu'avec la fermeture de Thouars - Niort, la société nationale n'osera pas fermer une deuxième ligne dans la même zone. Les lignes Nantes - Châteaubriant et Thouars - Niort sont fermées le 1er juin 1980.
Le changement de politique après l'élection de François Mitterrand comme Président de la République apporte, en 1982, les « réouvertures Fiterman », portant sur quatre lignes. Ce développement encourage certaines régions à demander de leur propre initiative la réouverture d'autres lignes, dont les Pays de la Loire pour Sainte-Pazanne - Commequiers en lien avec Commequiers - Saint-Gilles-Croix-de-Vie. Les élus locaux s'impliquent très fortement pour la promotion de cette relation. Longue de 56,1 km, elle avait perdu son service voyageurs quotidien en 1970, ne conservant depuis que deux aller-retours express pendant les vacances scolaires d'été. L'inconvénient étant le rebroussement obligatoire des trains à Commequiers, cette commune accepte de sacrifier sa gare en faveur de la construction d'un shunt pour l'éviter (financé par la SNCF avec un coût de 1 000 000 francs). Un service de transport à la demande depuis la gare de Challans est instaurée pour la desserte de Commequiers. En liaison avec un relèvement de la vitesse autorisée sur certaines sections obtenu grâce à 2 000 000 francs de travaux payés par la Région, cette mesure permet de gagner 20 min de temps de parcours et contribue à pérenniser la ligne. La nouvelle offre devient effective en été 1982 avec quatre aller-retours par fer, dont deux sont maintenus hors saison. À partir de 1989, quatre aller-retours par train sont proposés tout au long de l'année, et le nombre d'autocars SNCF est réduit en contrepartie. La fréquentation de la ligne triple jusqu'en 1988, avec soixante à soixante-dix voyageurs par train en moyenne, si bien que la nouvelle desserte n'occasionne plus de charges à la Région. À la suite d'une conjoncture économique moins favorable et l'amélioration du réseau routier, le trafic n'augmente plus que modestement à partir de 1988, avec une baisse de l'occupation moyenne des trains à partir de 1989. Pour le trafic vers les stations balnéaires desservies par autocar de rabattement depuis Challans, l'arrivée du TGV Atlantique apporte un coup dur, mettant fin aux express saisonniers depuis Paris : afin d'épargner aux touristes un double changement de moyen de transport, des lignes d'autocar sont mises en place depuis Nantes vers tout le littoral vendéen.

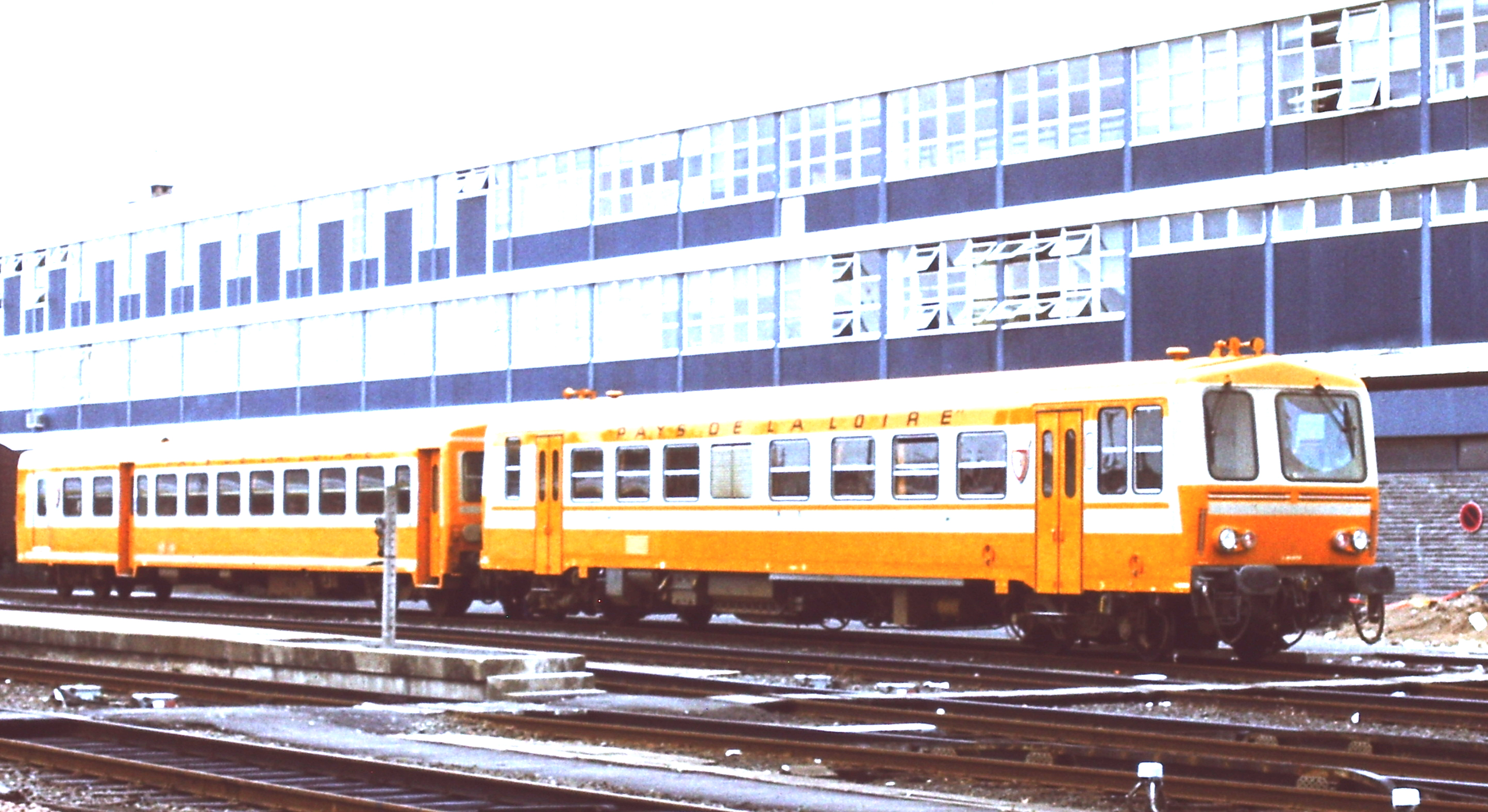
X 92100 et XR 96000 en livrée d'origine orange RTG.

La LOTI, promulguée le 30 décembre 1982, encourage la décentralisation des transports, sans pour autant définir un cadre précis. Puis, la loi du 7 janvier 1983 sur la répartition des compétences entre les communes, les départements, les régions et l'État donne le coup d'envoi à la décentralisation sur un plan plus général, avec, entre autres, l'instauration du suffrage universel des Conseillers régionaux. Sur le plan des transports ferroviaires régionaux, l'attitude de l'État reste ambivalent. En effet, il ne veut pas doter les régions des budgets nécessaires leur permettant de se substituer à l'État pour le versement de la contribution d'équilibre des services SNCF d'intérêt régional. Il craint que les régions puissent détourner ces fonds de leur destination initiale et réduisent les services ferroviaires, ce qui n'est plus souhaité, contrairement aux années 1970. De ce fait, la décentralisation des services ferroviaires ne peut être que facultative, l'État l'encourageant toutefois et souhaite que les régions s'investissent dans leur amélioration.
Les Pays de la Loire réussit à imposer un nouveau type de convention à la SNCF, dite convention amalgame, conclue pour seulement six autres lignes en dehors de la région. Alors que les conventions-types des années 1970 obligeaient les Régions non seulement de financer le surcoût de dessertes supplémentaires, mais aussi de rembourser à la SNCF le manque à gagner avec les trains existants avant le renforcement du service, les conventions amalgame considèrent les coûts et recettes de la totalité de la desserte. Les conventions amalgame des Pays de la Loire portent sur Nantes - Saint-Gilles-Croix-de-Vie, Nantes - Savenay - Le Croisic et Redon et sur les autocars SNCF Niort - Fontenay-le-Comte. Parmi les régions ayant accepté des transferts sur route dans le cadre des décrets de 1977 et 1979, les Pays de la Loire sont par ailleurs la seule région dont le budget consacré aux transports dépasse très largement le montant des économies reversées par l'État. Fait rare pour l'époque, le Conseil régional acquiert dès 1979 son propre matériel pour la ligne Nantes - Le Croisic, non encore électrifiée. Il s'agit de trois autorails X 2100 et de trois remorques XR 6000 sortant tout juste de l'usine. Numérotés X 92101 à 92103 et XR 96001 à 96003, ces véhicules arborent une livrée spécifique en orange et jaune, inspirée des turbotrains, et portent l'inscription « Pays de la Loire » en gros caractères. Le logo de la SNCF est par ailleurs complètement absent de ce matériel. La SNCF stationne trois autres X 2100 à Nantes en 1983.

### De la naissance du TER jusqu'à la régionalisation
Le TER Pays de la Loire est lancé en 1986 à la suite de la mise en place d'une nouvelle politique commerciale de la SNCF sur le plan des transports régionaux, souhaitant affirmer davantage sa propre identité d'entreprise en mettant fin, notamment, aux décorations des trains suivant les souhaits des régions. « TER » traduit une stratégie commerciale reposant sur la marque TER avec son logo et sa décoration, sorte de label de qualité ; la charte TER signée entre la SNCF et les régions qui le souhaitent ; et la gamme commerciale TER. Elle s'exprime à travers l'information voyageurs, la promotion et la communication institutionnelle. Parmi les quatre coloris que la SNCF propose pour la livrée du matériel TER, les Pays de la Loire choisissent le bleu. Le TER veut rajeunir l'image des transports ferroviaires régionaux, jusque-là négligés et souffrant d'une mauvaise image. Pour la première fois, une telle initiative est mise en œuvre sur le plan national et s'accompagne de conventions avec toutes les régions (sauf trois, retardataires). Les Pays de la Loire sont, au contraire, précurseurs en le domaine et montrent l'exemple à suivre aux autres régions. Le Conseil régional des Pays de la Loire est en effet le premier sur le plan national à signer une convention globale dite « à la marge » pour l'ensemble de ses lignes, c'est-à-dire la Région ne doit assumer que les charges supplémentaires engendrées par les modifications du service de l'année de référence effectuées à sa demande. Autrement dit, les trains régionaux ne coûtent rien à la Région tant qu'elle ne demande pas des aménagements de l'offre. La Région a droit au versement d'un bonus si la fréquentation augmente à la suite des modifications qu'elle a apportées à la desserte. Ce début de conventionnement global coïncide à peu près avec l'instauration du TER, mais est en fait un développement indépendant issu de la politique de décentralisation.

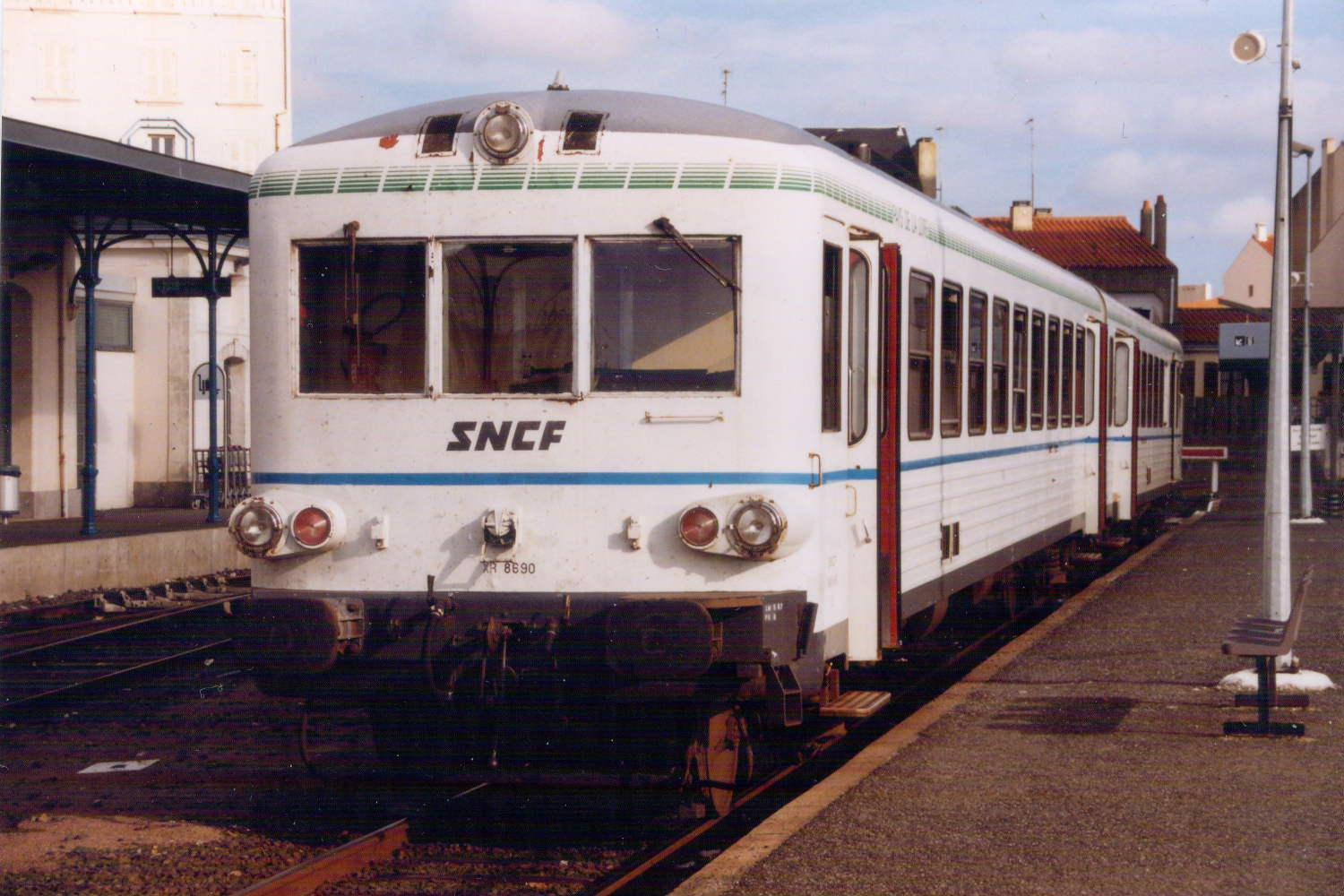
X 4630 en livrée blanche aux Sables-d'Olonne.

Incompatible sans doute avec l'image moderne que la SNCF souhaite véhiculer avec ses TER, l'ultime train marchandises-voyageurs officiel de France, assurant jusque-là un aller-retour quotidien entre Thouars et Bressuire, est supprimé avec l'entrée en vigueur du service d'été 1986. Il était tracté par une locomotive BB 63500 et comportait une unique voiture ancienne avec compartiment fourgon. Il n'y a, au début, pas encore assez de matériel réellement adapté aux services TER. L'aller-retour ouvrier Redon - Saint-Nazaire et certains trains Nantes - Saint-Nazaire sont formés de remorques d'autorail unifiés. Dès 1985, la Région demande à la SNCF la personnalisation de ses EAD X 4300 qui ont déjà vingt ans d'âge. Ces derniers sont toutefois mutés à Metz et Nevers, et les Pays de la Loire reçoivent vingt-et-un X 4630 plus récents. Jusqu'en juillet 1987, elles reçoivent un nouvel aménagement intérieur et une nouvelle livrée à prédominance blanche inspirée du tramway de Nantes, leur valant le surnom « ambulances ».
Pendant les premières années du TER Pays-de-la-Loire, la Région augmente l'offre de trains en semaine, au prix d'une forte réduction de l'offre du week-end (cas également de la région Centre, de la Picardie, du Nord-Pas-de-Calais et de l'Alsace). Mais le Conseil régional ne cède pas à la tentation d'étendre le principe des dessertes mixtes train-autocar ; seulement 7,2 % des lignes de chemin de fer ont alors une desserte mixte. Malgré son rôle précurseur, la région ne se démarque finalement pas par un niveau élevé d'investissements dans l'infrastructure ferroviaire et le matériel roulant. La préférence des élus va vers les projets portant sur le désenclavement ferroviaire national et non régional, comme le montre la suppression des soixante-dix-neuf passages à niveau de la ligne Le Mans - Nantes en vue de l'arrivée du TGV Atlantique : les Pays de la Loire et les trois départements concernés participent à concurrence de 106 000 000 francs à cet investissement d'une enveloppe globale de 230 000 000 francs. Avec sa région voisine la Bretagne, les Pays de la Loire prennent en charge 15 % des coûts l'électrification de la section de ligne Savenay - Redon 51,9 km, à cheval entre les deux régions. C'est le maillon manquant pour une exploitation électrique continue de la relation Rennes - Nantes. Mais cette électrification crée un îlot non couvert par la caténaire, la section Pontchâteau - Montoir-de-Bretagne de l'ancienne ligne État Paris - Saint-Nazaire via Sablé (15 km), emprunté par un unique aller-retour destiné aux ouvriers des chantiers navals. Cette section est donc fermée en septembre 1991.
L'activité TER est déficitaire dans la moitié des vingt régions concernées (soit les régions de la France continentale hors Île-de-France). Ces déficits sont révélés par la comptabilité de la SNCF en tenant déjà compte de la contribution que l'État lui verse pour l'exploitation des services régionaux, et que la société nationale distribue elle-même parmi les régions, en appliquant une clé de distribution que les régions ignorent. Entre 1985 et 1992, le TER Pays de la Loire n'est pas bénéficiaire pendant une seule année et cumule un déficit de 41 036 000 francs, le second le plus important de France. À titre de comparaison, le résultat global de l'ensemble des vingt régions est de −96 952 000 francs pour la période considérée. Pourtant, le trafic ne subit aucune baisse, y inclus pendant la période suivante jusqu'en 1996. Les mauvais résultats comptables suscitent donc la méfiance des Régions, d'autant plus qu'elles n'ont aucune vue sur les chiffres et imaginent que la SNCF souhaite financer l'expansion du réseau TGV sur le dos du TER. De surcroît, à partir de l'exercice 1993, la SNCF essaie de répercuter sur les régions les déficits de ses express d'intérêt régional (EIR), catégorie récemment définie par la société nationale. Elle demande aux régions de les intégrer dans le conventionnement des TER et réduit en même temps l'offre de ce type de trains pour donner plus d'ampleur à sa requête, si bien que les régions cèdent devant la crainte de voir disparaître ces services. Les Pays de la Loire sont justement une région où les EIR sont davantage représentés que sur le plan national, avec 25,47 % des trains-km TER+EIR, contre 14,01 % sur le plan national. Avec une occupation moyenne de 92 voyageurs, les EIR détiennent une part de 34,31 % dans les voyageurs-km TER+EIR, contre 19,75 % sur le plan national. Ils atteignent un taux de couverture de 68 %, supérieur à la moyenne nationale (56 %), mais le déficit au voyageur-km est tout de même de 23 francs.

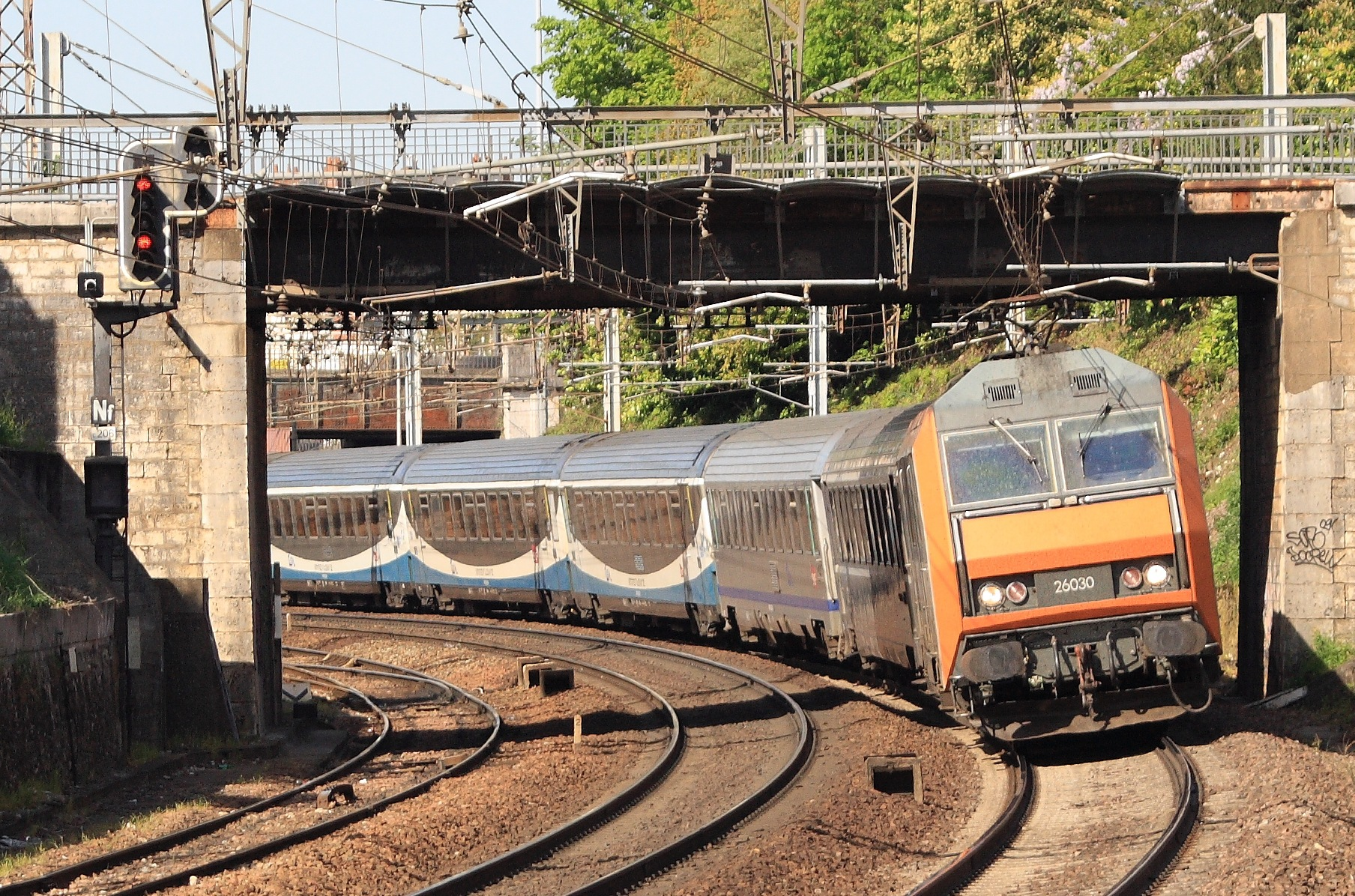
Une rame de l'Interloire à Blois, tirée par une BB 26000.

Inspiré du TER 200 en Alsace, les Pays de la Loire et la région Centre instaurent, au service d'hiver 1994/95, la desserte Interloire entre Orléans et Nantes, avec certains trains prolongés sur Le Croisic en fin de semaine. La vitesse de 200 km/h est atteinte sur la moitié du parcours. Le service porte sur trois aller-retours par jour et engage treize voitures Corail rénovées. Ce service s'apparente à un train grandes lignes avec un trajet moyen de 127 km par voyageur, soit trois fois plus que la moyenne des TER. Un tiers des déplacements sont interrégionaux, et un autre tiers des déplacements se font au sein des deux régions traversées. Au bout de cinq ans, la fréquentation dépasse de 15 % celle d'origine. Les dessertes locales le long de l'axe Interloire bénéficient également d'améliorations entre Nantes et Angers d'une part, et entre Angers et Saumur d'autre part. Quant à cette dernière ville, elle obtient en plus une desserte TGV conventionnée, autrement dit subventionnée, vers Tours / Saint-Pierre-des-Corps et Paris qui ne durera cependant que quelques années. En effet, à cette époque, elle n'est pas desservie par les TGV, qui relèvent du domaine commercial de la SNCF et qui passent par Le Mans sur leur trajet de Nantes à Paris, et ne traversent donc pas Saumur.

### Depuis la régionalisation
La loi Pasqua d'orientation pour l'aménagement et le développement du territoire du 4 février 1995 prévoit, dans son article 67, l'expérimentation du transfert de l'organisation et du financement des transports régionaux vers les régions. Parmi les onze régions se portant candidates, six sont retenues, dont les Pays de la Loire (une septième région, le Limousin, s'y joignant ultérieurement). Les conventions d'expérimentation sont signées pendant les premiers mois de 1997 et deviennent effectives en 1998. La principale nouveauté est que l'ensemble des financements passe désormais par les régions, ce qui leur donne un moyen de pression sur la SNCF, qui auparavant ne fournissait qu'un minimum d'informations aux régions et se comportait en autorité organisatrice de transports (AOT) tout en bénéficiant des contributions de l'État. Les nouvelles autorités organisatrices de transports des TER sont les régions, réunissant enfin la fonction de décideur et payeur. En outre, les régions pilotes ont obtenu un effort financier supplémentaire de l'État, le niveau des anciennes contributions et les moyens pour le renouvellement du matériel roulant ayant été jugés insuffisants. En 1998, les contributions publiques pour le TER Pays de la Loire se composent de 119 millions de francs versés par la région et de 3 271 millions versés par l'État. Globalement, l'expérimentation de la régionalisation s'avère concluante. Les expériences gagnées dans les Pays de la Loire et dans les cinq autres régions sont décisives pour la généralisation du conventionnement global des services TER par la loi relative à la solidarité et au renouvellement urbains (SRU), promulguée le 13 décembre 2000, à compter du 1er janvier 2002.

Logo avant 2014

Pendant les années 1991-2000, les investissements des Pays-de-la-Loire dans le matériel roulant portent sur 421 millions de francs, ce qui est deux fois plus que la moyenne des treize régions ne participant pas à l'expérimentation de la régionalisation. Cependant, le montant ne représente qu'un tiers environ de ce qu'y consacrent le Nord-Pas-de-Calais, le Centre, la région Rhône-Alpes et la région Provence-Alpes-Côte d'Azur. D'emblée, la Région participe à la commande des X 72500 dits « X TER » et des X 73500 dits « A TER », en commandant dix unités du premier et quinze unités du second type. Elle poursuit aussi sa politique de renforcement des dessertes sur certaines liaisons choisies, notamment Nantes - Saint-Nazaire où l'offre passe de quatre à vingt-deux allers-retours quotidiens de 1979 à 1999, Nantes - Redon (- Rennes) et Nantes - Les Sables-d'Olonne. Sur cette dernière relation, la Région subventionne les TGV tractés par des locomotives diesel instaurés en juin 2001, pour proposer des trains sans rupture de charge depuis la capitale. - Pour combler les lacunes du réseau ferroviaire issues des fermetures des lignes dans le passé, quatre lignes d'autocars sont créées sur l'initiative du Conseil régional : Angers - Châteaubriant par Candé ; Angers - Laval (reprise rapidement par le département) ; Nantes - Laval par Segré (un seul aller-retour) ; et Nantes - Fromentine - Noirmoutier en correspondance avec le TGV. Puis, en automne 2001, dix-neuf ans après Sainte-Pazanne - Saint-Gilles-Croix-de-Vie, la ligne de Sainte-Pazanne à Pornic est également rouverte au trafic à longueur d'année, à raison de quatre allers-retours par jour. C'est à la même période que naissent des vagues projets de réouverture pour les lignes de Niort à Fontenay-le-Comte et de Nantes à Châteaubriant, au moins sur sa section périurbaine jusqu'à Nort-sur-Erdre.
En 1999 et 2001, la Région mène son premier chantier de rénovation de l'infrastructure d'une ligne régionale. La ligne de La Possonnière à Cholet est rénovée en deux tranches, la première portant sur 25 km et la seconde sur 20 km. Sur les 142 000 000 francs d'investissements, la Région finance 41 200 000 francs, le département de Maine-et-Loire 22 300 000 francs, mais Réseau ferré de France seulement 15 700 000 francs et la SNCF 2 000 000 francs. La vitesse plafond passe de 100 km/h à 140 km/h, permettant de porter le meilleur temps de parcours de 47 min à 32 min : en dépit d'un horaire bien fourni comportant neuf allers-retours par jour, la ligne résistait mal à la concurrence automobile, et l'ouverture imminente de l'autoroute Angers - Cholet aurait pu compromettre l'avenir de la voie ferrée en l'absence de modernisations.
Le tableau suivant illustre le développement du TER Pays-de-la-Loire depuis 1997, année de référence pour l'offre TER pour l'expérimentation de la régionalisation à partir de 1998 :
| Offre en millions de train-km      | 4,97    | 4,99    | 5,41    | 5,94    | 6,55    | 6,71    | 6,88    | 7,36    | 7,82    |
| Trafic en millions de voyageurs-km | 341 784 | 360 401 | 385 340 | 422 978 | 443 173 | 451 695 | 461 980 | 494 744 | 541 200 |
| Recettes H.T. en millions d'€      | 27 781  | 28 757  | 30 613  | 32 898  | 35 067  | 37 872  | 39 510  | 42 991  | 47 940  |

En 2010, RFF a renouvelé l'infrastructure ferroviaire de la section de Nantes à Sainte-Pazanne et remplacé l'ensemble de la signalisation ferroviaire, y compris sur les antennes de Pornic et de Saint-Gilles-Croix-de-Vie. Les travaux d'un montant total de 51 000 000 €, dont 33 000 000 € financés par la Région et les deux départements de la Loire-Atlantique et de la Vendée, ont été terminés en janvier 2011. Or, des problèmes avec le type de compteur d'essieux utilisé pour enclencher automatiquement la signalisation ont eu des incidences graves sur la régularité de l'exploitation pendant toute l'année 2011. Face au mécontentement des usagers, RFF a dû procéder à un échange des compteurs d'essieux et modifier certains équipements. Une seconde campagne de travaux, initialement programmée pour 2012 et portant sur les sections de Sainte-Pazanne à Saint Gilles-Croix-de-Vie et Pornic a débuté le 1er septembre 2014. Ces travaux, retardés en raison de l'absence du financement de l'état, ont pour objectif de pouvoir relever la vitesse autorisée de la ligne pour raccourcir les temps de parcours d'environ un tiers.
Depuis le 15 juin 2011, du matériel de tram-train « Citadis Dualis » est affecté à une partie des trains omnibus entre la gare de Nantes et la gare de Clisson, section de la Nantes à Saintes. Ce service bénéficie de l'électrification récente du tronçon entre Nantes, La Roche-sur-Yon (ligne de Nantes-Orléans à Saintes) et Les Sables-d'Olonne (Ligne des Sables-d'Olonne à Tours), permettant ainsi d'alléger la charge des trains TER très fréquentés aux heures de pointe. À l'été 2015, l'offre proposée sera d'un tram-train toutes les 30 min, desservant toutes les gares du trajet, y compris la halte de Gorges déplacée fin 2014. Les TER ne marqueront alors plus aucun arrêt dans les gares intermédiaires. Par ailleurs, le tram-train assure également 18 allers-retours par jour, limité à la desserte du tronçon Nantes - Vertou. Il ne s'agit pas d'un tram-train proprement dit, puisqu'il n'y a aucune interconnexion avec le tramway de Nantes, ni de tronçon neuf construit en milieu urbain.
La réouverture au service voyageurs de la ligne de Nantes à Châteaubriant sous la forme d'un tram-train a été effectuée le 28 février 2014. Les onze gares desservies par ligne doivent, selon les estimations, accueillir plus de 11 000 voyageurs par jour, faisant de cette dernière, l'axe ferroviaire le plus fréquenté de la région. Une interconnexion avec le réseau tramway de la SEMITAN est envisagée depuis le début du projet ainsi qu'avec le projet d'aéroport du Grand Ouest de Notre-Dame-des-Landes. En attendant la réalisation de ces interconnexions, dont celle avec le tramway nantais est reportée à une date ultérieure, des pôles d'échanges communs entrant dans le cadre du projet de connexion des lignes 1 et 2 du tramway ont été aménagés à Haluchère (depuis le 1er octobre 2012) et ultérieurement à Babinière. La mise sous tension des 64 km de ligne est effective depuis le 24 juin 2013, le premier train d'essais à circuler sur la ligne entière a eu lieu le 5 septembre 2013.
Comme matériel pour ces deux liaisons tram-train, la SNCF, mandatée par la région Pays de la Loire, a choisi les rames du type Citadis Dualis d'Alstom Transport. La Région a d'ores et déjà commandé vingt-trois rames pour un montant d'environ 96 M €. Celle-ci était décomposée d'une première commande de sept unités en 2007, ainsi que d'une première levée d'option de huit unités en 2009, et une seconde levée d'option du même nombre de rames en avril 2011. Cependant, face au retard pris dans les travaux de l'adaptation de l'infrastructure ferroviaire, les sept premières rames ont finalement été affectées à la liaison Nantes - Clisson. De plus, le retard de livraison du matériel avait obligé le constructeur d'accorder une pénalité de retard de 4 M€, équivalente au prix d'une rame, en mars 2011.

### Convention TER 2008-2014

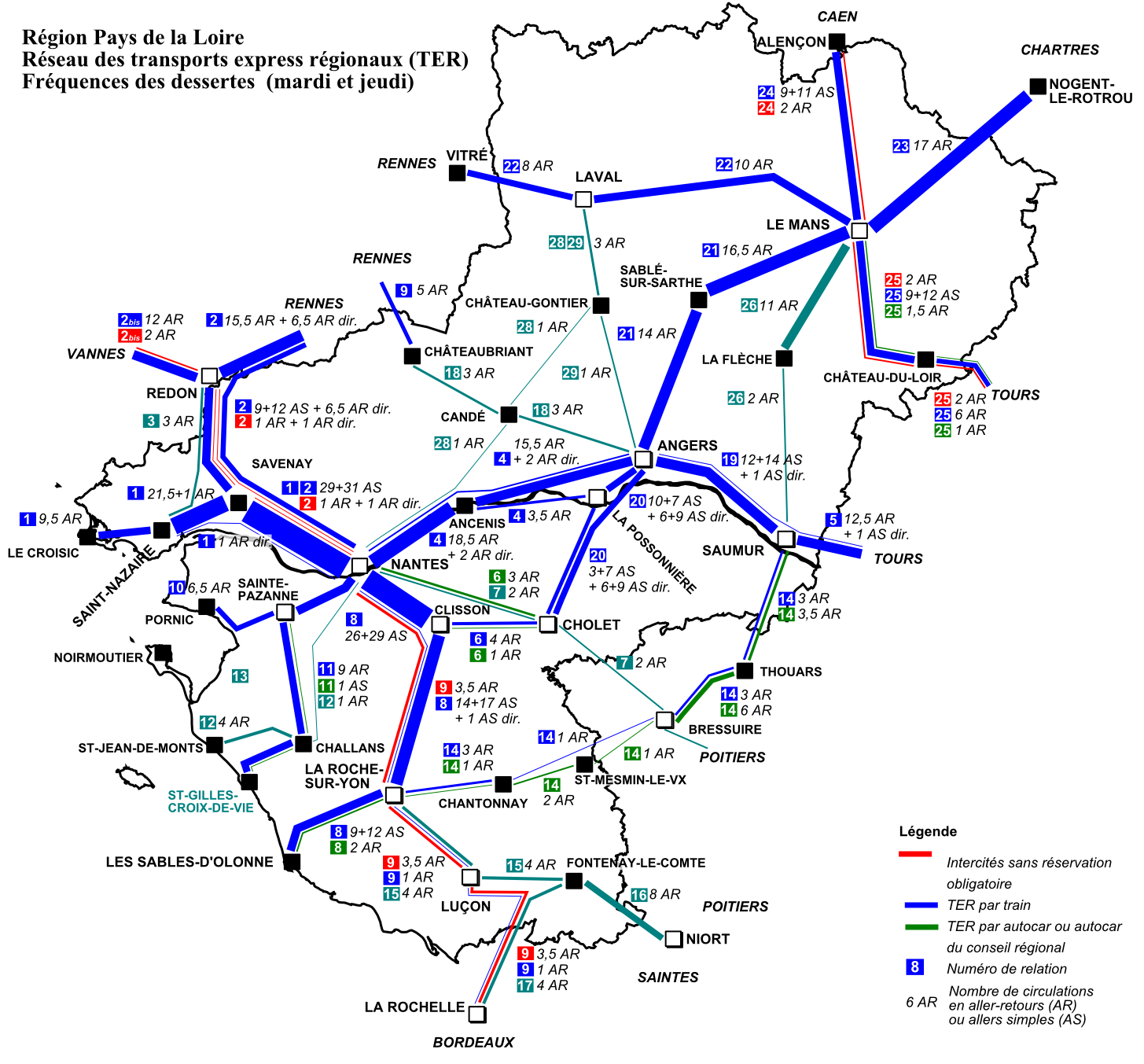
TER Pays de la Loire : fréquences des dessertes les jours types de pleine semaine (mardi et jeudi), horaire annuel 2012.

La seconde convention d'exploitation des services TER conclue depuis que les régions sont devenues définitivement autorités organisatrices de transports en 2002 couvre la période 2008-2014. Elle est issue d'un procès de négociation entre le Conseil régional et la SNCF qui s'est échelonné sur un an. La Région a essayé de stipuler les clauses de la convention de sorte que les objectifs du Plan de développement du service public régional de transport de voyageurs et du Plan de déplacement régional de voyageurs (PDRV) puissent être réalisés. À l'instar des autres régions dont les conventions TER arrivaient à échéance, les Pays de la Loire ont veillé à ce que les intérêts des usagers soient placés au centre des préoccupations.
Cette maxime se traduit par un effort accru sur le plan de la qualité de service, avec les volets confort, régularité, sécurité, rapidité et information des voyageurs, mais également par une indemnisation des abonnées en cas de retard récurrent ou de suppression de trains, et une indemnisation des autres clients en cas de rupture de correspondance avec un train grandes lignes. Afin d'inciter la SNCF de respecter les critères de qualité de service définis et mesurables, un système de bonus-malus est instauré. En outre, la SNCF doit désormais verser des pénalités à la Région si plus de 2 % des trains-km ne sont pas assurés (4,24 € / train-km) ; ces pénalités étant fortement réduites au cas de substitution des trains supprimés par des autocars (1 € / train-km). Une présence humaine dans les gares et à bord des trains est exigée par la Région, et en cas de réduction de l'amplitude des heures d'ouverture des guichets, une approbation par la Région devient obligatoire.
En 2008, la Région consacre un budget de 134 700 000 € aux transports régionaux et aux infrastructures des transports collectifs, ce qui équivaut à 16,8 % du budget global en cette année. Ce montant n'est pas entièrement compensé par l'attribution der l'État ; en 2006 par exemple, la Région a investi 27 000 000 € sur ses fonds propres. Près de la moitié du budget des transports régionaux est destiné à la compensation du déficit d'exploitation des trains et autocars du TER Pays de la Loire. En 2006, la couverture du coût de l'exploitation par les recettes avec la vente des titres de transport est de 30 % environ. Pendant la même année, le Conseil régional paye en moyenne 16 € le train-km produit par la SNCF.
En 2015, la région des Pays de la Loire promet le renouvellement d'abris de quai de onze gares, avec l'aide du programme européen « Citizens rail » de développement des chemins de fer régionaux. Cinq gares situées sur la ligne Bressuire - Les Sables-d'Olonne sont concernées (Olonne-sur-Mer, La Chaize-le-Vicomte, Fougeré, Bournezeau et Chantonnay) et six autres sur le reste de la région (Batz-sur-Mer, Boussay - La Bruffière, Ingrandes-sur-Loire, La Ménitré, Tiercé et Voivres).
En dehors de cette convention, la région fait l'acquisition auprès de la région Aquitaine le 1er décembre 2014 de deux Z 21500, afin de renforcer son parc. Durant le second semestre 2014 et le premier semestre 2015, la région a également pris possession des dix éléments à quatre caisses bi-mode Régiolis B 84500. En contre-partie, elle vend au cours du premier semestre 2015 trois de ses engins X 73500 à la région Bourgogne[réf. nécessaire]. Durant cette même période, elle finance également la remise à niveau des aménagements intérieurs de ses dix X 72500.

### Depuis 2014

Logo utilisé de 2014 à 2019.

Logo utilisé de 2019 à 2023

En 2017, la mise en service de ligne à grande vitesse Bretagne-Pays de la Loire et de la virgule de Sablé et la modification de huit engins Z 21500 recevant la TVM et l'ETCS de niveau 2 permettent de proposer des relations TER entre Laval et Angers (et au-delà Rennes et Nantes),,,. Les huit engins concernés sont renumerotés dans la série des Z 21700. Cette modification sur le matériel roulant aura coûté 16 millions d'euros, quant à la virgule de Sablé, son montant s'élève à 36,3 millions d'euros financés à 55 % par les collectivités territoriales, à 23 % par l'État et à 22 % par SNCF Réseau.
Le 9 décembre 2018, la gare de Trélazé, légèrement déplacée, est rouverte après environ 50 ans de fermeture.
À partir de 2019, les trains reçoivent le nouveau nom Aléop.
Le 28 novembre 2021, le terminus technique d'Ancenis est mis en service, permettant d'augmenter le nombre de trains omnibus entre Ancenis et Nantes,,.

## Lignes régulières TER

### Par rail

Carte des infrastructures ferroviaires en Pays de la Loire en 2020.

Le TER Pays-de-la-Loire couvre l'ensemble du réseau ferroviaire classique ouvert au service voyageurs sur la région. Il représente 420 circulations de trains par jour de pleine semaine, totalisant 24 500 train-km. Sur la relation Nantes - Clisson, les trains omnibus sont pour partie assuré par du matériel tram-train, mais sans interconnexion avec le tramway de Nantes. 123 gares et points d'arrêt sont à la disposition des voyageurs, dont certains ne conservent toutefois plus qu'une desserte très réduite. La gare de Châteaubriant, jusqu'à la mise en service du tram-train entre Nantes et Châteaubriant prévue pour le 28 février 2014, n'est pas reliée au reste du réseau régional : elle est desservie uniquement par le TER Bretagne depuis Rennes. La ligne de Nantes à La Rochelle, sur la section La Roche-sur-Yon - La Rochelle longue de 103 km, ne conserve qu'une unique gare desservie encore par des trains, la gare de Luçon. C'est en même temps l'unique ligne où l'offre de trains Intercités dépasse largement l'offre de trains TER. Le nombre de trains par jour et par direction varie entre un et 30 en fonction des lignes, sans tenir compte des TGV.
Les relations desservies par des trains TER sont résumées dans le tableau ci-dessous. Les numéros des lignes correspondent à ceux utilisés en 2013 pour les documents horaires. Sur plusieurs lignes, les trains sont complétés par des autocars. Ces services étant repris par le tableau de la section suivante, le tableau ci-dessous n'en tient pas compte. Les renseignements se portent sur le cas le plus représentatif, soit les jours du lundi au vendredi hors jours fériés. La durée du voyage peut varier en fonction des différents services, les horaires n'étant pas cadencés. C'est la durée du voyage la plus représentative qui est indiquée, s'appliquant aux trains couvrant l'ensemble de la relation, qui le plus souvent ne s'arrêtent pas dans l'ensemble des gares.
| no         | Longueur                                        | Infrastructures empruntées                                                                                     | Nombre d’arrêts                                 | Durée moyenne du trajet                         | Matériel                                                                                                | Amplitude horaire                               | Fréquence quotidienne                           | Fréquentation annuelle                          | Notes |
| 1 et 1bis  | Nantes ↔ Saint-Nazaire ↔ Le Croisic \| \| \|    | Nantes ↔ Saint-Nazaire ↔ Le Croisic \| \| \|                                                                   | Nantes ↔ Saint-Nazaire ↔ Le Croisic \| \| \|    | Nantes ↔ Saint-Nazaire ↔ Le Croisic \| \| \|    | Nantes ↔ Saint-Nazaire ↔ Le Croisic \| \| \|                                                            | Nantes ↔ Saint-Nazaire ↔ Le Croisic \| \| \|    | Nantes ↔ Saint-Nazaire ↔ Le Croisic \| \| \|    | Nantes ↔ Saint-Nazaire ↔ Le Croisic \| \| \|    | Nantes ↔ Saint-Nazaire ↔ Le Croisic \| \| \| |
| ---------- | ----------------------------------------------- | --- | ----------------------------------------------- | ----------------------------------------------- | --- | ----------------------------------------------- | ----------------------------------------------- | ----------------------------------------------- | --- |
| 1 et 1bis  | 87,8 km                                         | Ligne de Tours à Saint-Nazaire et ligne de Saint-Nazaire au Croisic                                            | 18                                              | 1 h 15                                          | Z 21500, Z 24500, Z 27500                                                                               | 6 h – 24 h                                      | 22 dont 10 jusqu'au Croisic                     | 1 627 071 et 384 075 (2014)                     | Certains trains sont prolongés sur les lignes no 4 et 8. |
| 2 et 2 bis | Nantes ↔ Redon ↔ Quimper / Rennes               | Nantes ↔ Redon ↔ Quimper / Rennes                                                                              | Nantes ↔ Redon ↔ Quimper / Rennes               | Nantes ↔ Redon ↔ Quimper / Rennes               | Nantes ↔ Redon ↔ Quimper / Rennes                                                                       | Nantes ↔ Redon ↔ Quimper / Rennes               | Nantes ↔ Redon ↔ Quimper / Rennes               | Nantes ↔ Redon ↔ Quimper / Rennes               | Nantes ↔ Redon ↔ Quimper / Rennes |
| 2 et 2 bis | 81,0 km                                         | Ligne de Tours à Saint-Nazaire et ligne de Savenay à Landerneau et ligne de Rennes à Redon                     | 12                                              | 0 h 50                                          | Z 21500, Z 27500, X 76500                                                                               | 6 h – 22 h                                      | 5                                               | 1 119 879 (2014)                                | |
| 3          | Redon ↔ Savenay ↔ Saint-Nazaire                 | Redon ↔ Savenay ↔ Saint-Nazaire                                                                                | Redon ↔ Savenay ↔ Saint-Nazaire                 | Redon ↔ Savenay ↔ Saint-Nazaire                 | Redon ↔ Savenay ↔ Saint-Nazaire                                                                         | Redon ↔ Savenay ↔ Saint-Nazaire                 | Redon ↔ Savenay ↔ Saint-Nazaire                 | Redon ↔ Savenay ↔ Saint-Nazaire                 | Redon ↔ Savenay ↔ Saint-Nazaire |
| 3          | 66,1 km                                         | Ligne de Tours à Saint-Nazaire et ligne de Savenay à Landerneau                                                | 10                                              | 1 h 0                                           | Z 27500                                                                                                 | 6 h – 18 h                                      | 1                                               | -                                               | Ligne spécifique pour les Chantiers de l'Atlantique |
| 4          | Nantes ↔ Angers-Saint-Laud                      | Nantes ↔ Angers-Saint-Laud                                                                                     | Nantes ↔ Angers-Saint-Laud                      | Nantes ↔ Angers-Saint-Laud                      | Nantes ↔ Angers-Saint-Laud                                                                              | Nantes ↔ Angers-Saint-Laud                      | Nantes ↔ Angers-Saint-Laud                      | Nantes ↔ Angers-Saint-Laud                      | Nantes ↔ Angers-Saint-Laud |
| 4          | 87,4 km                                         | Ligne de Tours à Saint-Nazaire                                                                                 | 12                                              | 0 h 40                                          | Z 21500, Z 27500, Z 24500, B 84500, etc.                                                                | 6 h – 21 h                                      | 31                                              | 2 175 432 et 123 386(2014)                      | Nombreuses missions différentes, prolongées sur les lignes no 1, 2, 19 et 21.                                                                                     |
| 5          | Interloire Nantes ↔ Orléans                     | Interloire Nantes ↔ Orléans                                                                                    | Interloire Nantes ↔ Orléans                     | Interloire Nantes ↔ Orléans                     | Interloire Nantes ↔ Orléans                                                                             | Interloire Nantes ↔ Orléans                     | Interloire Nantes ↔ Orléans                     | Interloire Nantes ↔ Orléans                     | Interloire Nantes ↔ Orléans |
| 5          | 307 km                                          | Ligne de Paris-Austerlitz à Bordeaux-Saint-Jean et ligne de Tours à Saint-Nazaire                              | 9                                               | 2 h 40                                          | Regio 2N                                                                                                | 6 h – 24 h                                      | 3                                               | -                                               | Trains plongés au Croisic le week-end, 1 AR prolongé Saint-Nazaire en semaine.                                                                                    |
| 6          | Nantes ↔ Cholet                                 | Nantes ↔ Cholet                                                                                                | Nantes ↔ Cholet                                 | Nantes ↔ Cholet                                 | Nantes ↔ Cholet                                                                                         | Nantes ↔ Cholet                                 | Nantes ↔ Cholet                                 | Nantes ↔ Cholet                                 | Nantes ↔ Cholet |
| 6          | 65,2 km                                         | Ligne de Nantes-Orléans à Saintes et ligne de Clisson à Cholet                                                 | 6                                               | 1 h 0                                           | X 76500, B 84500                                                                                        | 6 h – 20 h                                      | 4                                               | 241 249 (2014)                                  | |
| 8          | Nantes ↔ La Roche-sur-Yon ↔ Les Sables-d'Olonne | Nantes ↔ La Roche-sur-Yon ↔ Les Sables-d'Olonne                                                                | Nantes ↔ La Roche-sur-Yon ↔ Les Sables-d'Olonne | Nantes ↔ La Roche-sur-Yon ↔ Les Sables-d'Olonne | Nantes ↔ La Roche-sur-Yon ↔ Les Sables-d'Olonne                                                         | Nantes ↔ La Roche-sur-Yon ↔ Les Sables-d'Olonne | Nantes ↔ La Roche-sur-Yon ↔ Les Sables-d'Olonne | Nantes ↔ La Roche-sur-Yon ↔ Les Sables-d'Olonne | Nantes ↔ La Roche-sur-Yon ↔ Les Sables-d'Olonne |
| 8          | 112 km                                          | Ligne de Nantes-Orléans à Saintes et ligne des Sables-d'Olonne à Tours                                         | 9                                               | 1 h 20                                          | Z 21500, Z 24500, Z 27500, B 84500                                                                      | 5 h – 22 h                                      | 13                                              | 1 453 241 et 307 922(2015)                      | |
| 9          | Nantes ↔ La Roche-sur-Yon ↔ Luçon ↔ La Rochelle | Nantes ↔ La Roche-sur-Yon ↔ Luçon ↔ La Rochelle                                                                | Nantes ↔ La Roche-sur-Yon ↔ Luçon ↔ La Rochelle | Nantes ↔ La Roche-sur-Yon ↔ Luçon ↔ La Rochelle | Nantes ↔ La Roche-sur-Yon ↔ Luçon ↔ La Rochelle                                                         | Nantes ↔ La Roche-sur-Yon ↔ Luçon ↔ La Rochelle | Nantes ↔ La Roche-sur-Yon ↔ Luçon ↔ La Rochelle | Nantes ↔ La Roche-sur-Yon ↔ Luçon ↔ La Rochelle | Nantes ↔ La Roche-sur-Yon ↔ Luçon ↔ La Rochelle |
| 9          | 179 km                                          | Ligne de Nantes-Orléans à Saintes                                                                              | 4                                               | 1 h 55                                          | B 84500                                                                                                 | 7 h – 22 h                                      | 1                                               | 17 204 (2014)                                   | |
| 10         | Nantes ↔ Sainte-Pazanne ↔ Pornic                | Nantes ↔ Sainte-Pazanne ↔ Pornic                                                                               | Nantes ↔ Sainte-Pazanne ↔ Pornic                | Nantes ↔ Sainte-Pazanne ↔ Pornic                | Nantes ↔ Sainte-Pazanne ↔ Pornic                                                                        | Nantes ↔ Sainte-Pazanne ↔ Pornic                | Nantes ↔ Sainte-Pazanne ↔ Pornic                | Nantes ↔ Sainte-Pazanne ↔ Pornic                | Nantes ↔ Sainte-Pazanne ↔ Pornic |
| 10         | 56,1 km                                         | Ligne de Nantes-État à La Roche-sur-Yon par Sainte-Pazanne et ligne de Sainte-Pazanne à Pornic                 | 10                                              | 1 h 3                                           | X 73500, X 76500                                                                                        | 6 h – 20 h                                      | 6,5                                             | 541 405 et 115 095 (2014)                       | |
| 11         | Nantes ↔ Saint-Gilles-Croix-de-Vie              | Nantes ↔ Saint-Gilles-Croix-de-Vie                                                                             | Nantes ↔ Saint-Gilles-Croix-de-Vie              | Nantes ↔ Saint-Gilles-Croix-de-Vie              | Nantes ↔ Saint-Gilles-Croix-de-Vie                                                                      | Nantes ↔ Saint-Gilles-Croix-de-Vie              | Nantes ↔ Saint-Gilles-Croix-de-Vie              | Nantes ↔ Saint-Gilles-Croix-de-Vie              | Nantes ↔ Saint-Gilles-Croix-de-Vie |
| 11         | 81,1 km                                         | Ligne de Nantes-État à La Roche-sur-Yon par Sainte-Pazanne et ligne de Commequiers à Saint-Gilles-Croix-de-Vie | 9                                               | 1 h 15                                          | X 73500, X 76500                                                                                        | 5 h – 22 h                                      | 9                                               | 248 194 (2014)                                  | |
| 14         | La Roche-sur-Yon ↔ Bressuire                    | La Roche-sur-Yon ↔ Bressuire                                                                                   | La Roche-sur-Yon ↔ Bressuire                    | La Roche-sur-Yon ↔ Bressuire                    | La Roche-sur-Yon ↔ Bressuire                                                                            | La Roche-sur-Yon ↔ Bressuire                    | La Roche-sur-Yon ↔ Bressuire                    | La Roche-sur-Yon ↔ Bressuire                    | La Roche-sur-Yon ↔ Bressuire |
| 14         | 86,5 km                                         | Ligne des Sables-d'Olonne à Tours                                                                              | 8                                               | 1 h 20                                          | X 73500, X 76500, B 84500                                                                               | 5 h – 21 h                                      | 1                                               | 32 050 (2015)                                   | L'unique aller-retour est prolongé à Tours. Il en existe un second limité à Chantonnay. Train des plages de début juillet à fin août.                             |
| 19         | Angers-Saint-Laud ↔ Saumur                      | Angers-Saint-Laud ↔ Saumur                                                                                     | Angers-Saint-Laud ↔ Saumur                      | Angers-Saint-Laud ↔ Saumur                      | Angers-Saint-Laud ↔ Saumur                                                                              | Angers-Saint-Laud ↔ Saumur                      | Angers-Saint-Laud ↔ Saumur                      | Angers-Saint-Laud ↔ Saumur                      | Angers-Saint-Laud ↔ Saumur |
| 19         | 44 km                                           | Ligne de Tours à Saint-Nazaire                                                                                 | 5                                               | 0 h 30                                          | Z 21500, Z 24500, Z 27500                                                                               | 6 h – 20 h                                      | 16                                              | 1 194 872 (2014)                                | Nombreuses missions prolongées sur la ligne no 4 et vers Tours (TER Centre-Val de Loire, ligne no 28.                                                             |
| 20         | Angers-Saint-Laud ↔ Cholet                      | Angers-Saint-Laud ↔ Cholet                                                                                     | Angers-Saint-Laud ↔ Cholet                      | Angers-Saint-Laud ↔ Cholet                      | Angers-Saint-Laud ↔ Cholet                                                                              | Angers-Saint-Laud ↔ Cholet                      | Angers-Saint-Laud ↔ Cholet                      | Angers-Saint-Laud ↔ Cholet                      | Angers-Saint-Laud ↔ Cholet |
| 20         | 57,8 km                                         | Ligne de Tours à Saint-Nazaire et Ligne de La Possonnière à Niort                                              | 6                                               | 0 h 40                                          | X 76500, B 84500                                                                                        | 6 h – 23 h                                      | 12,5                                            | 848 589 (2014)                                  | |
| 21         | Angers-Saint-Laud ↔ Le Mans                     | Angers-Saint-Laud ↔ Le Mans                                                                                    | Angers-Saint-Laud ↔ Le Mans                     | Angers-Saint-Laud ↔ Le Mans                     | Angers-Saint-Laud ↔ Le Mans                                                                             | Angers-Saint-Laud ↔ Le Mans                     | Angers-Saint-Laud ↔ Le Mans                     | Angers-Saint-Laud ↔ Le Mans                     | Angers-Saint-Laud ↔ Le Mans |
| 21         | 96,7 km                                         | Ligne du Mans à Angers-Maître-École et Ligne de Tours à Saint-Nazaire                                          | 12                                              | 0 h 45                                          | Z 21500, Z 24500, Z 27500                                                                               | 6 h – 21 h                                      | 16                                              | 1 427 306 (2015)                                | La plupart des missions semi-directes sont prolongées sur la ligne no 4 (Nantes).                                                                                 |
| 22         | Le Mans ↔ Laval ↔ Vitré                         | Le Mans ↔ Laval ↔ Vitré                                                                                        | Le Mans ↔ Laval ↔ Vitré                         | Le Mans ↔ Laval ↔ Vitré                         | Le Mans ↔ Laval ↔ Vitré                                                                                 | Le Mans ↔ Laval ↔ Vitré                         | Le Mans ↔ Laval ↔ Vitré                         | Le Mans ↔ Laval ↔ Vitré                         | Le Mans ↔ Laval ↔ Vitré |
| 22         | 124,9 km                                        | Ligne de Paris-Montparnasse à Brest                                                                            | 16                                              | 1 h 25                                          | Z 27500, Z 21500, Z 56500 (Regio2N)                                                                     | 6 h – 21 h                                      | 11                                              | 620 765 483 013 (2014)                          | Ligne commerciale en réalité découpée en missions Le Mans - Laval et en missions Laval - Rennes. Seuls 3 allers et 2 retours sur l’ensemble de la ligne existent. |
| 23         | Le Mans ↔ Nogent-le-Rotrou                      | Le Mans ↔ Nogent-le-Rotrou                                                                                     | Le Mans ↔ Nogent-le-Rotrou                      | Le Mans ↔ Nogent-le-Rotrou                      | Le Mans ↔ Nogent-le-Rotrou                                                                              | Le Mans ↔ Nogent-le-Rotrou                      | Le Mans ↔ Nogent-le-Rotrou                      | Le Mans ↔ Nogent-le-Rotrou                      | Le Mans ↔ Nogent-le-Rotrou |
| 23         | 62,9 km                                         | Ligne de Paris-Montparnasse à Brest                                                                            | 9                                               | 0 h 50                                          | Z 24500, Z 26500, Z27500, Z 55500 (Regio2N Longues) et rames tractées (BB 7200 + voitures Corail)       | 3 h – 23 h                                      | 16 à 18                                         | 1 026 236 (2015)                                | Les missions semi-directs sont prolongées en gare de Paris-Montparnasse.                                                                                          |
| 24         | Le Mans ↔ Alençon                               | Le Mans ↔ Alençon                                                                                              | Le Mans ↔ Alençon                               | Le Mans ↔ Alençon                               | Le Mans ↔ Alençon                                                                                       | Le Mans ↔ Alençon                               | Le Mans ↔ Alençon                               | Le Mans ↔ Alençon                               | Le Mans ↔ Alençon |
| 24         | 56,0 km                                         | Ligne du Mans à Mézidon                                                                                        | 8                                               | 0 h 50                                          | X 72500, X 76500                                                                                        | 6 h – 21 h                                      | 10                                              | 337 097 (2014)                                  | Certains trains sont prolongés à Surdon, Argentan ou Caen. |
| 25         | Le Mans ↔ Château-du-Loir                       | Le Mans ↔ Château-du-Loir                                                                                      | Le Mans ↔ Château-du-Loir                       | Le Mans ↔ Château-du-Loir                       | Le Mans ↔ Château-du-Loir                                                                               | Le Mans ↔ Château-du-Loir                       | Le Mans ↔ Château-du-Loir                       | Le Mans ↔ Château-du-Loir                       | Le Mans ↔ Château-du-Loir |
| 25         | 49,8 km                                         | Ligne de Tours au Mans                                                                                         | 8                                               | 0 h 45                                          | X 72500                                                                                                 | 6 h – 20 h                                      | 9,5                                             | 502 617 (2014)                                  | La plupart continuent sur Tours et/ou Alençon |
| 27         | Laval ↔ Rennes                                  | Laval ↔ Rennes                                                                                                 | Laval ↔ Rennes                                  | Laval ↔ Rennes                                  | Laval ↔ Rennes                                                                                          | Laval ↔ Rennes                                  | Laval ↔ Rennes                                  | Laval ↔ Rennes                                  | Laval ↔ Rennes |
| 27         | 81 km                                           | Ligne de Paris-Montparnasse à Brest                                                                            | 6                                               | 0 h 57                                          | Z 27500, Z 21500, Z55500 (ligne omnibus assurée principalement par TER Bretagne), Z 21700 (cf ligne 28) | 6 h 30 – 21 h 20                                | 14                                              |                                                 | Ligne complétée par les TGV Paris-Rennes desservant les gares de Laval et Vitré                                                                                   |
| 28         | Nantes ↔ Angers Saint-Laud ↔ Laval ↔ Rennes     | Nantes ↔ Angers Saint-Laud ↔ Laval ↔ Rennes                                                                    | Nantes ↔ Angers Saint-Laud ↔ Laval ↔ Rennes     | Nantes ↔ Angers Saint-Laud ↔ Laval ↔ Rennes     | Nantes ↔ Angers Saint-Laud ↔ Laval ↔ Rennes                                                             | Nantes ↔ Angers Saint-Laud ↔ Laval ↔ Rennes     | Nantes ↔ Angers Saint-Laud ↔ Laval ↔ Rennes     | Nantes ↔ Angers Saint-Laud ↔ Laval ↔ Rennes     | Nantes ↔ Angers Saint-Laud ↔ Laval ↔ Rennes |
| 28         | 277 km                                          | Ligne de Paris-Montparnasse à Brest, LGV Bretagne-Pays de la Loire et Ligne de Tours à Saint-Nazaire           | 8                                               | 2 h 20                                          | Z 21700                                                                                                 | 5 h 47 – 19 h 47                                | 7                                               |                                                 | |
| T1         | Nantes ↔ Châteaubriant                          | Nantes ↔ Châteaubriant                                                                                         | Nantes ↔ Châteaubriant                          | Nantes ↔ Châteaubriant                          | Nantes ↔ Châteaubriant                                                                                  | Nantes ↔ Châteaubriant                          | Nantes ↔ Châteaubriant                          | Nantes ↔ Châteaubriant                          | Nantes ↔ Châteaubriant |
| T1         | 62,1 km                                         | Ligne de Nantes-Orléans à Châteaubriant                                                                        | 11                                              | 1 h 5                                           | U 53500                                                                                                 | 5 h 35 – 23 h 30                                | 8 à 24                                          | 316 165 (2014)                                  | Article détaillé : Tram-train de Nantes à Châteaubriant . |
| T2         | Nantes ↔ Clisson                                | Nantes ↔ Clisson                                                                                               | Nantes ↔ Clisson                                | Nantes ↔ Clisson                                | Nantes ↔ Clisson                                                                                        | Nantes ↔ Clisson                                | Nantes ↔ Clisson                                | Nantes ↔ Clisson                                | Nantes ↔ Clisson |
| T2         | 26,3 km                                         | Ligne de Nantes-Orléans à Saintes                                                                              | 8                                               | 0 h 28                                          | U 53500                                                                                                 | 5 h 45 – 22 h                                   | 22,5                                            | 309 552 (2014)                                  | Article détaillé : Tram-train de Nantes à Clisson . |
|            |                                                 | |                                                 |                                                 | |                                                 |                                                 |                                                 | |

1. ↑  Nombre total d’arrêts et gares desservies par les trains de cette ligne
2. ↑  Durée du trajet la plus représentative
3. ↑  Matériel le plus présent
4. ↑  Entre le premier départ et la dernière arrivée
5. ↑  Nombre d’allers-retours par jour ouvrable de base, généralement un mardi ou un jeudi
6. ↑  Nantes - Saint-Nazaire
7. ↑  Saint-Nazaire - Le Croisic
8. ↑  Fréquentation comptée dans les relations no 1 et no 2
9. ↑  Hors fréquentation périurbaine Nantes - Ancenis
10. ↑  fréquentation périurbaine Nantes - Ancenis
11. ↑  Fréquentation comptée dans les relations no 1, 2, 4 et 19
12. ↑  Nantes - La Roche-sur-Yon
13. ↑  La Roche-sur-Yon – Les Sables-d'Olonne
14. ↑  Nantes - Sainte-Pazanne
15. ↑  Sainte-Pazanne - Pornic
16. ↑  Sur Sainte-Pazanne - Saint-Gilles-Croix-de-Vie uniquement
17. ↑  Le Mans - Laval
18. ↑  Laval - Vitré

Parmi les chiffres de fréquentation du tableau ci-dessus, la fréquentation des haltes TER dans l'agglomération nantaise a été de 677 000 voyageurs en 2012. En 2006, 29 % des utilisateurs d'un train TER Pays de la Loire se rendent à la gare à pied pour prendre leur train.

### Par autocar
Le Conseil régional des Pays de la Loire exploite, par délégation de service public, un important réseau d'autocars. Deux types de lignes composent l'offre : les lignes routières TER qui complètent l'offre TER par train et les lignes routières régionales composées pour l'essentiel de lignes express ou directes correspondant pour quasiment toutes à d'anciennes lignes ferroviaires fermées. Les lignes routières régionales ne font pas partie du réseau TER, mais du réseau de transport des Pays de la Loire et ont une tarification propre, mais la plupart des tarifs SNCF sont acceptés (hormis, notamment, le tarif personnel et ayants droit SNCF). Elles sont au nombre de onze. Les lignes routières TER ne sont qu'au nombre de six. Leur offre est complémentaire à l'offre TER par train sur les mêmes relations, et la tarification est strictement identique. Ces lignes sont organisés par la SNCF dans le cadre de la convention TER qui la relie à la Région, mais à l'instar des lignes régionales, elles sont également exploitées par des sociétés privées choisis par appel d'offres. Les lignes routières des deux types confondus représentent environ cent-vingt circulations d'autocars ou 8 000 véhicule-km par jour de pleine semaine. Cent-dix-sept points d'arrêts routiers sont desservis sur toute la région.
Les deux listes suivantes reprennent les numéros des tableaux horaires du Conseil régional. Sont repris seulement les numéros sous lesquels l'ensemble du service est présenté. Dans certains cas, des cars TER et des cars régionaux sont proposés entre deux localités, mais les itinéraires ne sont pas identiques (à l'exception de la desserte express Nantes - Cholet).
|    | Lignes routières TER |
| -- | --- |
| 6  | Nantes ↔ Cholet (ligne express, 3 AR / jour) et Clisson ↔ Cholet (1 AR / jour)                                                                    |
| 8  | La Roche-sur-Yon ↔ Les Sables-d'Olonne (2 AR / jour)                                                                                              |
| 9  | La Roche-sur-Yon ↔ Luçon ↔ Marans ↔ La Rochelle (1 AR le lundi matin)                                                                             |
| 10 | Nantes ↔ Sainte-Pazanne ↔ Pornic (1 AS du vendredi au lundi uniquement)                                                                           |
| 11 | Nantes ↔ Sainte-Pazanne ↔ Challans ↔ Saint-Gilles-Croix-de-Vie (renforts de fin de semaine, du vendredi au lundi uniquement)                      |
| 14 | Les Sables-d'Olonne ↔ La Roche-sur-Yon ↔ Bressuire ↔ Thouars ↔ Saumur (1 AR / jour entre La Roche et Saumur, quelques autres missions partielles) |
|    | Lignes routières du Conseil régional |
| 3  | Saint-Nazaire ↔ Pontchâteau ↔ Redon (ligne adaptée aux horaires des Chantiers de l'Atlantique, 3 AR / jour en semaine)                            |
| 7  | Nantes ↔ Cholet ↔ Parthenay ↔ Poitiers (2 AR / jour, 66 370 voyageurs en 2013)                                                                    |
| 12 | Nantes ↔ Challans ↔ Saint-Jean-de-Monts (avec des missions partielles Challans ↔ Saint-Jean-de-Monts)                                             |
| 13 | Nantes ↔ Sainte-Pazanne ↔ Bourgneuf-en-Retz ↔ Beauvoir-sur-Mer ↔ La Barre-de-Monts ↔ Noirmoutier-en-l'Île                                         |
| 15 | La Roche-sur-Yon ↔ Luçon ↔ Fontenay-le-Comte |
| 16 | Niort ↔ Fontenay-le-Comte |
| 17 | La Rochelle ↔ Marans ↔ Fontenay-le-Comte |
| 18 | Angers ↔ Candé ↔ Châteaubriant (3 AR / jour) |
| 26 | Le Mans ↔ La Flèche ↔ Saumur |
| 28 | Nantes ↔ Laval |
| 29 | Angers ↔ Laval |

## Tarification
Les tarifs valables sur l'échelle nationale s'appliquent sur le TER Pays-de-la-Loire également. En complément, la région propose des formules tarifaires spécifiques, se divisant en tarifs tout public et tarifs soumis à des conditions d'éligibilité. Les tarifs régionaux sont, pour la plupart, valables sur certaines lignes au-delà des limites administratives de la région, mais les lignes admises ne sont pas les mêmes pour tous les tarifs.
L'ensemble des titres de transport du réseau urbain de Saint-Nazaire (Ycéo) est également valable sur une section de la ligne de Nantes au Croisic, allant de Donges à Pornichet. Ces deux gares sont chacune éloignées de 13 km de la gare de Saint-Nazaire.

### Tarifs tout public

#### Carte Mezzo
La carte Mezzo est une carte de réduction nominative valable pendant un an. Elle donne droit à 50 % de réduction sur le plein tarif, tous les jours de l'année, pour des déplacements au sein de la région, et au-delà des limites de la région jusqu'à Redon (Bretagne), Alençon (Normandie), Nogent-le-Rotrou (Centre-Val de Loire), Bressuire, Niort et La Rochelle (ex-Poitou-Charentes). Jusqu'à trois personnes accompagnant le titulaire de la carte peuvent également bénéficier d'une réduction de 50 %. Pour les personnes de moins de 26 ans, elle est vendue sous le nom Mezzo -26.

#### Métrocéane (pass journalier, hebdomadaire ou mensuel)
Le ticket Métrocéane est un forfait journalier de libre circulation, permettant de se rendre depuis Nantes vers la côte ou des villes situées à l'ouest et au sud-ouest de l'agglomération nantaise, en utilisant l'une des trois lignes TER Nantes - Le Croisic, Nantes - Pornic et Nantes - Machecoul (sur la ligne pour Saint Gilles-Croix-de-Vie). Les autres moyens de transport en commun (Naolib, cars départementaux et cars régionaux) sont inclus dans le forfait. Le prix est fonction du nombre de zones tarifaires choisies ; seul un ticket Métrocéane pour huit zones permet de voyager sur toute la longueur des lignes incluses.
L'abonnement Métrocéane est un abonnement nominatif hebdomadaire ou mensuel, s'appliquant sur la même zone géographique que le ticket du même nom, avec également la possibilité de choisir le nombre des zones tarifaires. Cet abonnement se distingue des abonnements tutti illimité combinés (voir ci-dessous) par la validité sur une zone géographique au lieu d'un parcours défini de gare à gare, avec ou sans transports en commun au départ et à l'arrivée.

### Tarifs soumis à des conditions d'éligibilité

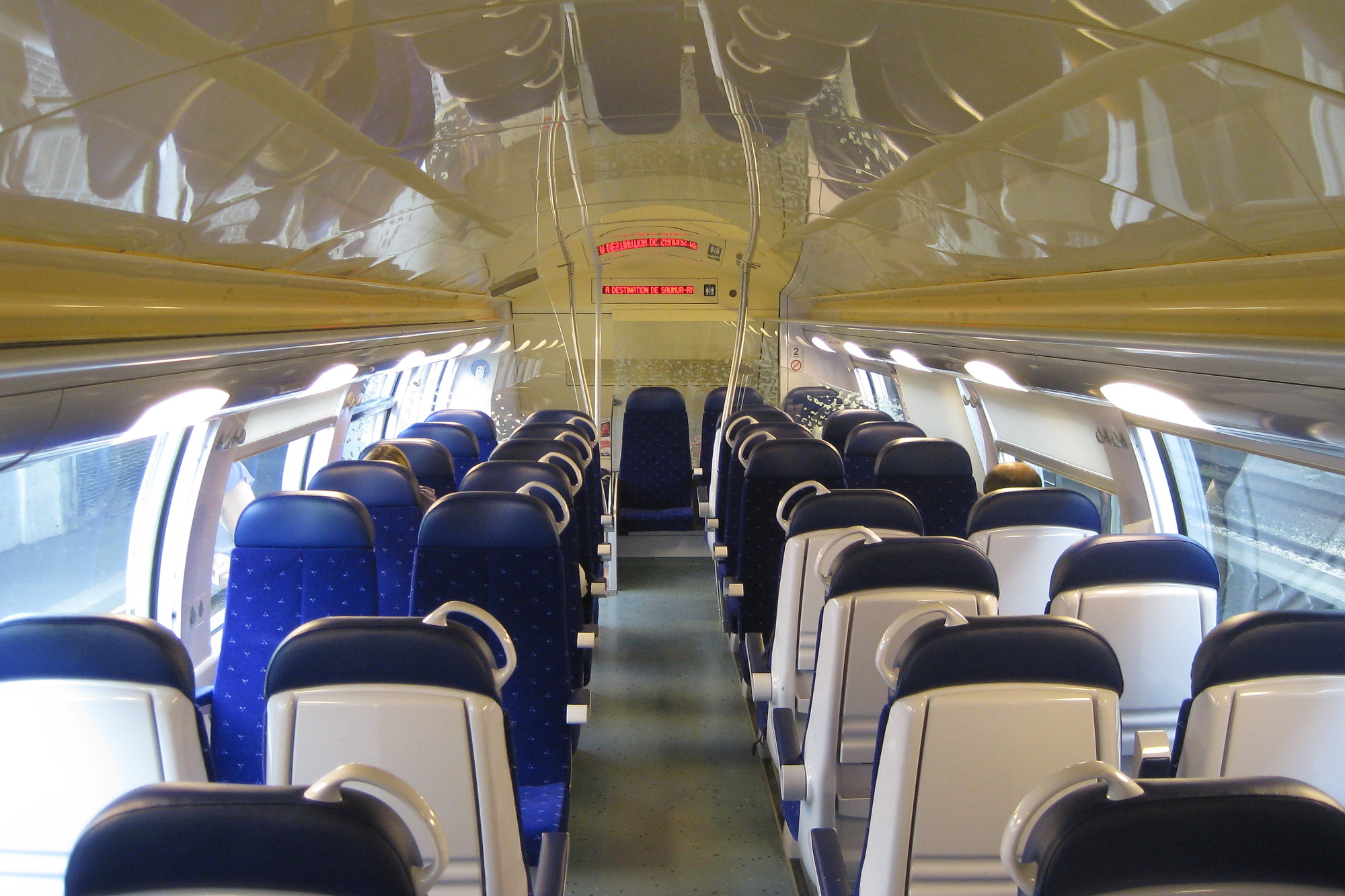
Intérieur du 1er étage d'une TER 2N NG.

#### Pratik (salariés et apprentis)
L'abonnement Pratik est un abonnement nominatif réservé aux salariés et aux apprentis rémunérés habitant la région, s'appliquant sur un parcours choisi au sein de la région ou vers l'une des quatre régions voisines. Pratik existe en version hebdomadaire (valable pendant sept jours consécutifs), mensuelle (valable du premier au dernier jour d'un mois du calendrier) et annuelle (valable pendant douze mois consécutifs). La réduction par rapport au plein tarif de la SNCF est de 75 % environ pour les abonnements hebdomadaires et mensuels, et le prix de l'abonnement annuel est celui de 10,5 abonnements mensuels. Les abonnements mensuels et annuels comportent une fonction de carte de réduction pour les déplacements de loisirs les samedis, dimanches et jours fériés : ils donnent droit à 50 % de réduction sur les billets pour des trajets au sein de la région. Jusqu'à trois personnes accompagnant le titulaire de la carte peuvent bénéficier de la même réduction.
L'abonnement Pratik+ est la déclinaison intermodale de l'abonnement Pratik, permettant de combiner le trajet en TER avec des abonnements des réseaux de transport urbains des villes suivantes : Nantes (TAN) ; Saint-Nazaire (Ycéo) ; Angers (Irigo) ; Les Sables-d'Olonne (Oléane) ; Le Mans (SETRAM) ; Saumur (Agglobus) ; La Roche-sur-Yon (Impulsyon) ; Cholet (Choletbus) ; Laval (TUL).

#### Carte mobi (tarif solidaire)
La carte mobi est une carte de réduction nominative gratuite réservée aux personnes à faible revenu. Elle est valable pendant un an, pour des déplacements illimités au sein de la région, vers la Bretagne et jusqu'à Alençon, Nogent le Rotrou, Bressuire et La Rochelle. La demande peut se faire en ligne ou avec un formulaire papier.

#### Gratuité des forces de l'ordre
Cet abonnement est réservé aux agents actifs de la police nationale et municipale, de la gendarmerie, des douanes ou de l'armée, pour des trajets illimités et gratuitement, entre leur domicile et leur lieu d'affectation. Ces deux lieux doivent être en Pays de la Loire. Pour être éligible, l'agent doit être armé, avoir le droit d'emporter son arme chez lui, et de s'engager à emporter son arme avec lui lors des trajets réalisés. La demande doit se faire par courrier.

## Matériel roulant

### Descriptif

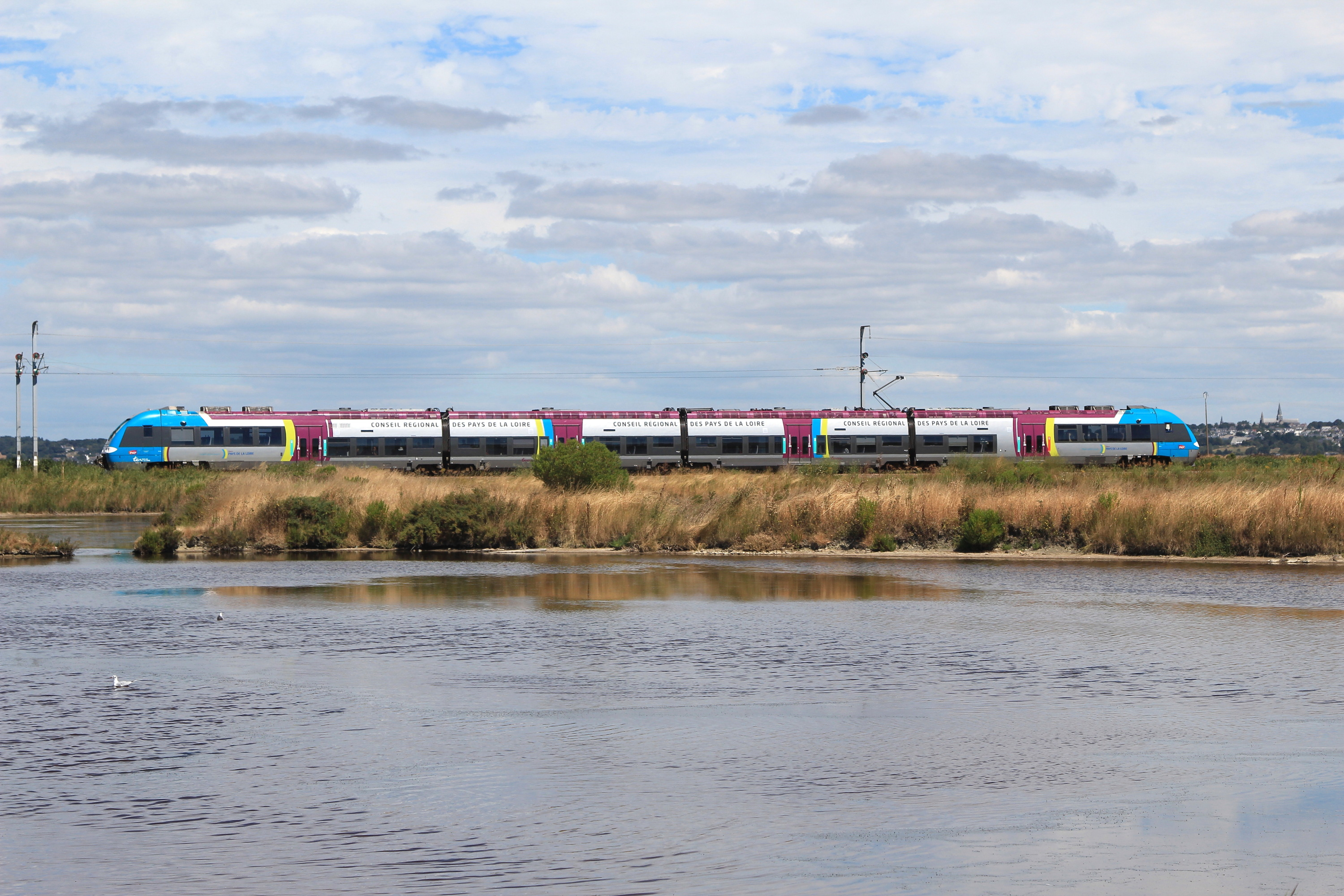
Une Z 27500 assurant une mission entre Nantes et Le Croisic vue dans les marais salants du Pouliguen.

Le parc du matériel roulant de TER Pays de la Loire est composé de 10 séries d'engins automoteurs dont 3 thermiques (X 72500, X 73500 et X 76500), 6 électriques (Z 21500, Z21700, Z 24500, Z 27500, Z 51500, Z 56500 et U53500) et une bi-mode (B 84500).
Le parc de tram-train est constitué de 24 Citadis Dualis commandées en 2007, 2009 et 2011 dont les derniers engins ont été livrées au début de l'année 2015.

### Projets
Il est prévu l'acquisition de 10 rames électriques bitension Alstom Régiolis à 4 caisses à livrer entre 2014 et 2015, avec aménagement intérieur « régional » (les 10 éléments bi-modes sont déjà tous livrés)
13 rames Bombardier Régio2N de 501 places (dont 76 strapontins) devraient être livrées à partir de septembre 2017 et pouvant circuler à 200 km/h pour un montant de 200 millions d'euros. Ces rames effectueront les liaisons Nantes-Angers-Le Mans, en remplacement des ZTER réquisitionnées pour effectuer les liaisons Nantes - Angers - Laval - Rennes (en empruntant la virgule de Sablé de la LGV Bretagne-Pays de la Loire), et Le Croisic - Nantes - Orléans pour succéder au matériel Corail tracté de l'Interloire. Deux rames seront rétrocédées à la région Centre-Val de Loire dans le cadre de l'exploitation de l'Interloire.
La région décide en 2017 de se séparer de sept rames ZGC au profit de la région Centre-Val de Loire, qui elle va céder tous ses TER 2N NG à la région Grand Est. En contrepartie, cette dernière va également rétrocéder à la région Centre 17 ZGC,. Cette opération devrait se dérouler entre 2018 et 2022.

### Utilisation
Les X 72500 sont utilisés sur Tours - Le Mans - Caen (mais il est fréquent de les voir sur la ligne du TER Centre-Val de Loire Tours - Vendôme - Paris, les engins étant gérés par le même technicentre de Saint-Pierre-des-Corps.
Les X 73500 effectuent des relations Nantes - La Roche-sur-Yon, La Roche-sur-Yon - Thouars, Tours - Bressuire, Saumur - Les Sables-d'Olonne.
Les X 76500 fréquentent les lignes Nantes - Saint-Gilles-Croix-de-Vie, Nantes - Pornic, Nantes - Cholet, Angers - Cholet.
Les Z 21500 effectuent des relations omnibus sur tout ou partie des lignes Rennes - Le Mans, Le Mans - Angers, Tours - Saumur - Angers - Nantes - Saint-Nazaire - Le Croisic, Nantes - Rennes via Redon. Elles effectuent aussi des relations rapides avec peu d'arrêts intermédiaires entre Le Mans et Nantes voire Le Croisic, entre Quimper et entre Rennes et Le Mans.
Les Z 21700 (version modifiée des Z 21500 pour pouvoir circuler sur la LGV Bretagne-Pays de la Loire) assurent les liaisons entre Rennes et Nantes via Laval et Sablé-sur-Sarthe grâce à la virgule de Sablé.
Les Z 24500 assurent des trains entre Chartres et Le Mans, entre Le Mans, Angers, Nantes, Saint-Nazaire et Le Croisic, entre Tours, Saumur, Angers et jusqu'au Croisic et entre Nantes et Redon.
Les Z 27500 assurent de nombreuses relations entre Nantes et Les Sables-d'Olonne et entre Nantes et Le Croisic. Elles circulent aussi entre Nantes et Redon et entre Nantes et Angers.
Les BB 25500 assurent des trains entre Rennes et Laval, tractant ou poussant des rames Rame Réversible Régionale. La BB 26000 assure les trains Interloire en pool avec les engins du TER Centre.
Les rames Citadis Dualis sont affectées aux dessertes en tram-train des lignes Nantes - Clisson et Nantes - Châteaubriant.
Les B 84500 sont affectés en premier sur les lignes Nantes - Angers, Nantes - Cholet, Cholet - Angers et Nantes - La Rochelle ainsi que sur le train des plages Saumur - Les Sables-d'Olonne (et Les Sables-d'Olonne - Nantes pour acheminement).
Ils sont également parfois affectés sur la ligne Nantes Sainte Pazanne Saint Croix de Vie/Pornic.

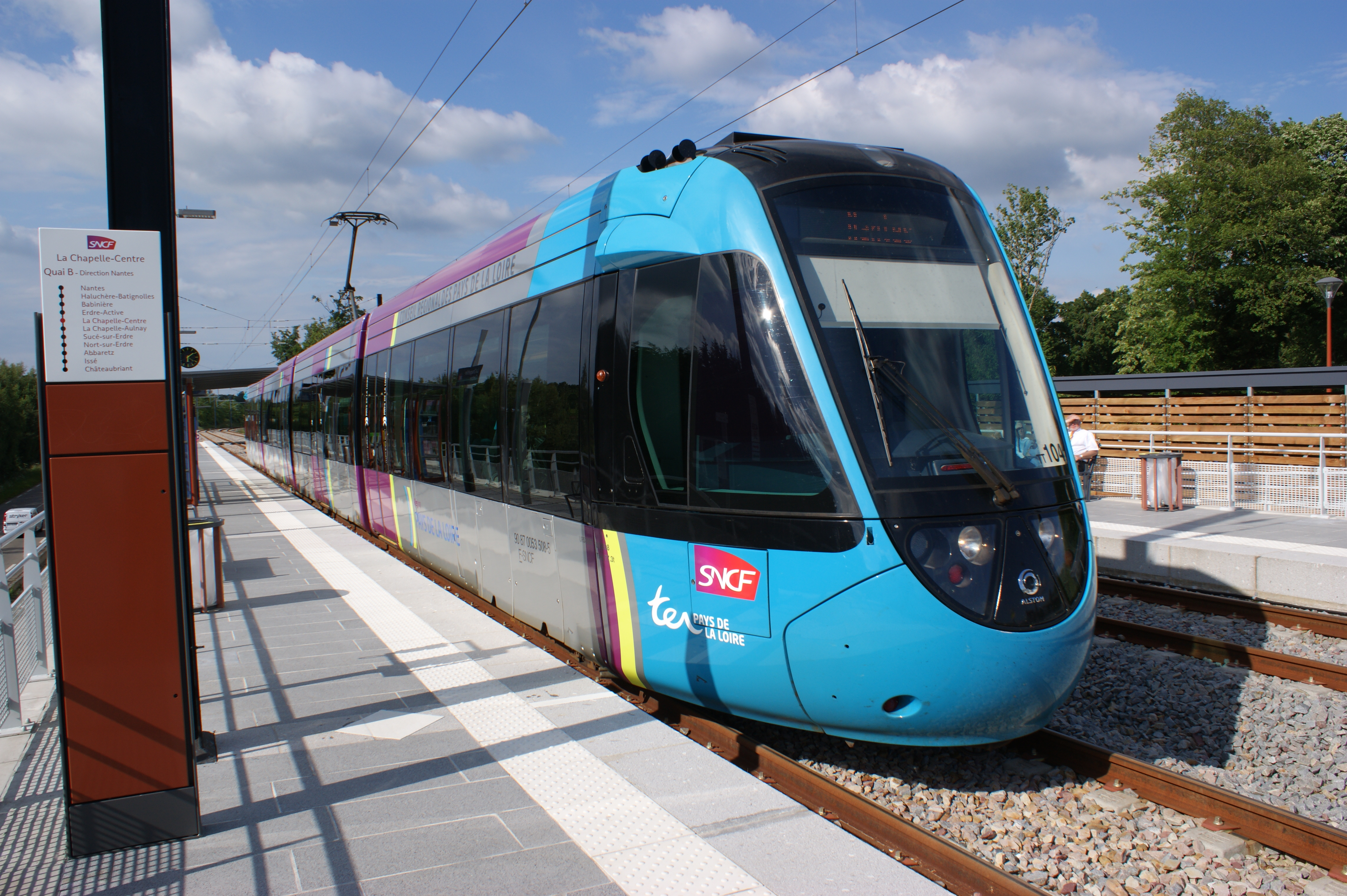
Citadis Dualis (U 53500) en gare de La Chapelle-Centre.
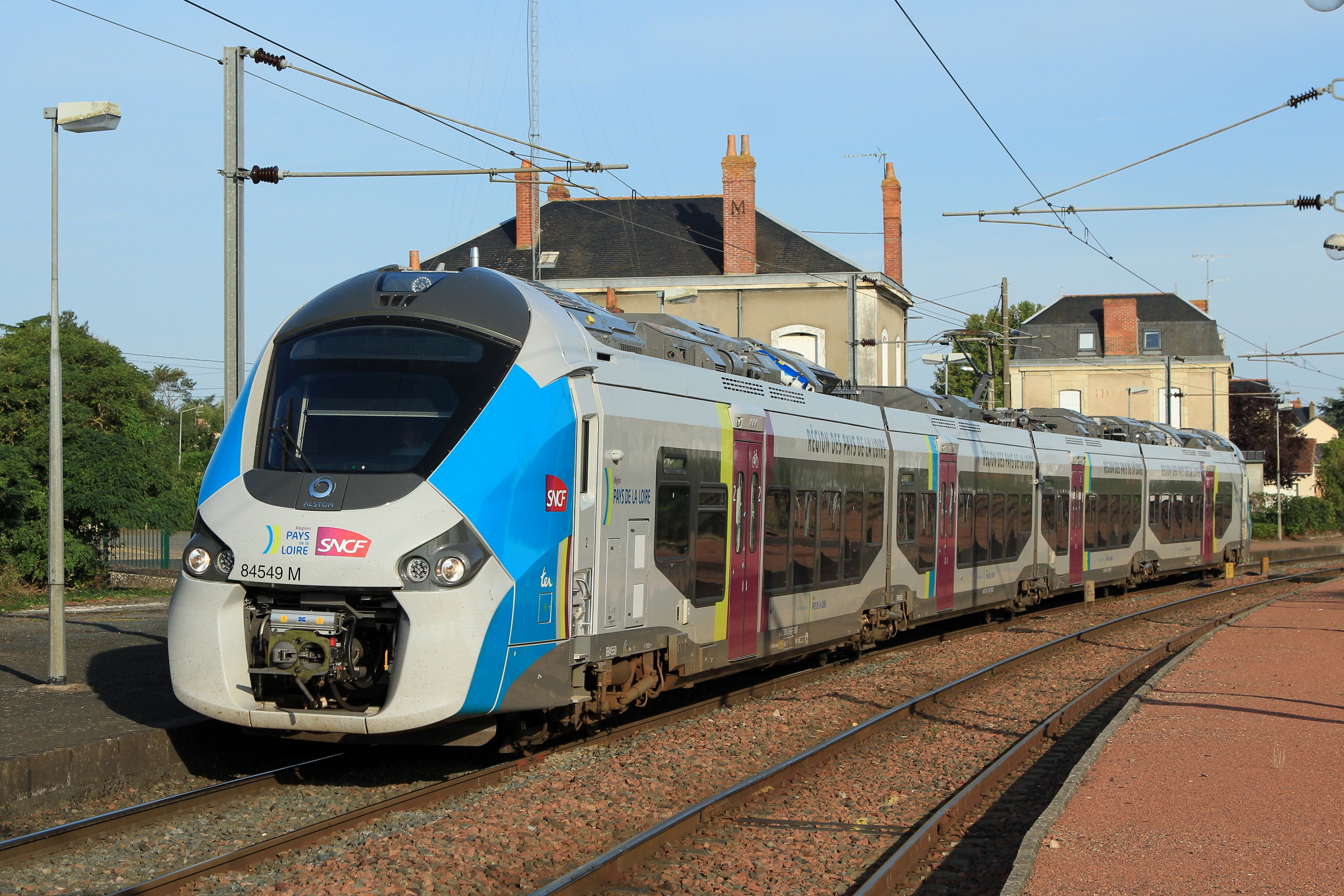
Régiolis (B 84500) en gare de Montreuil-Bellay.
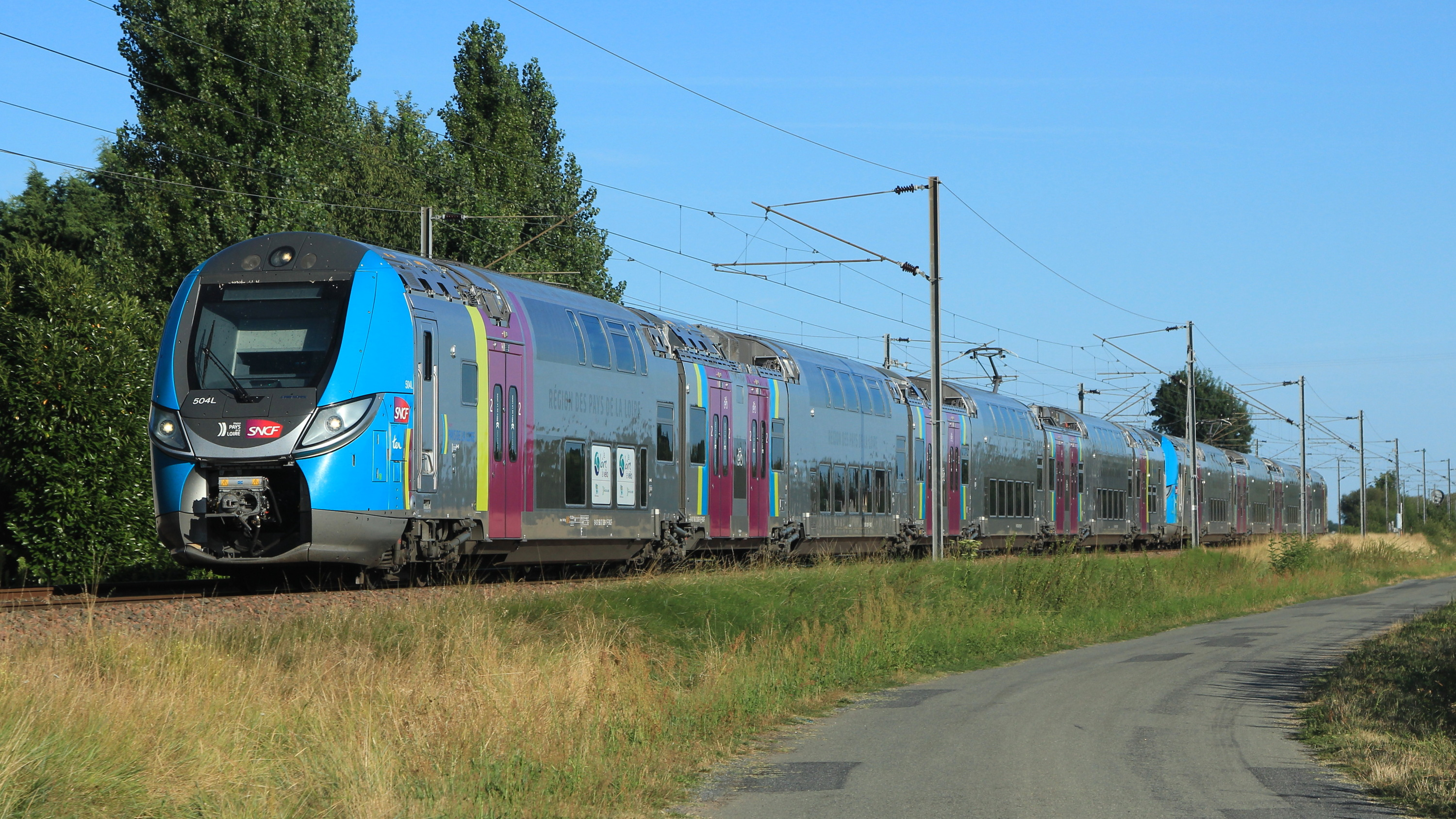
Regio 2N (Z 56500) assurant l'Interloire entre Saumur et Angers.
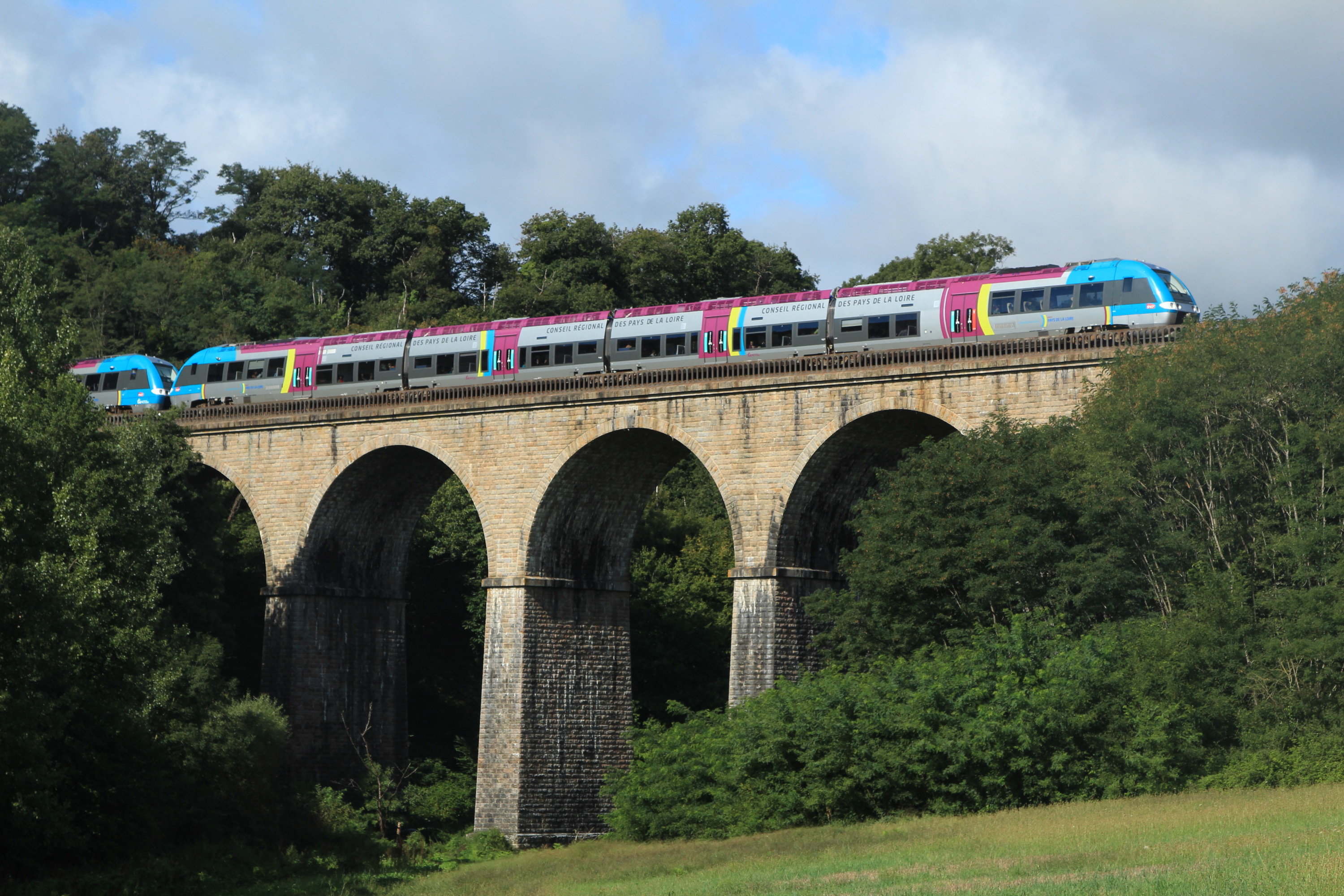
XGC (X 76500) sur le train des plages.
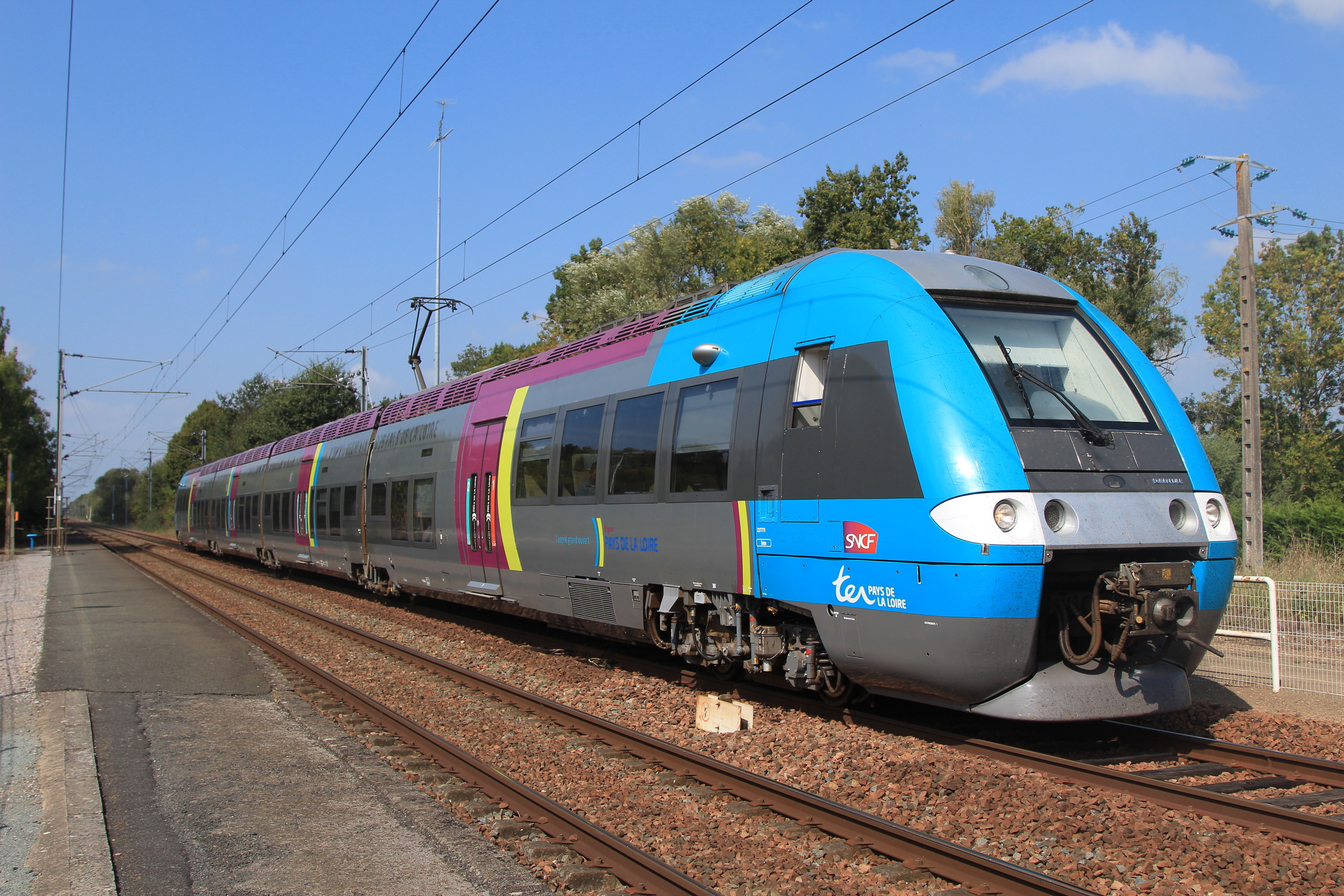
ZGC (Z 27500) à La Bohalle sur un TER Angers - Tours.
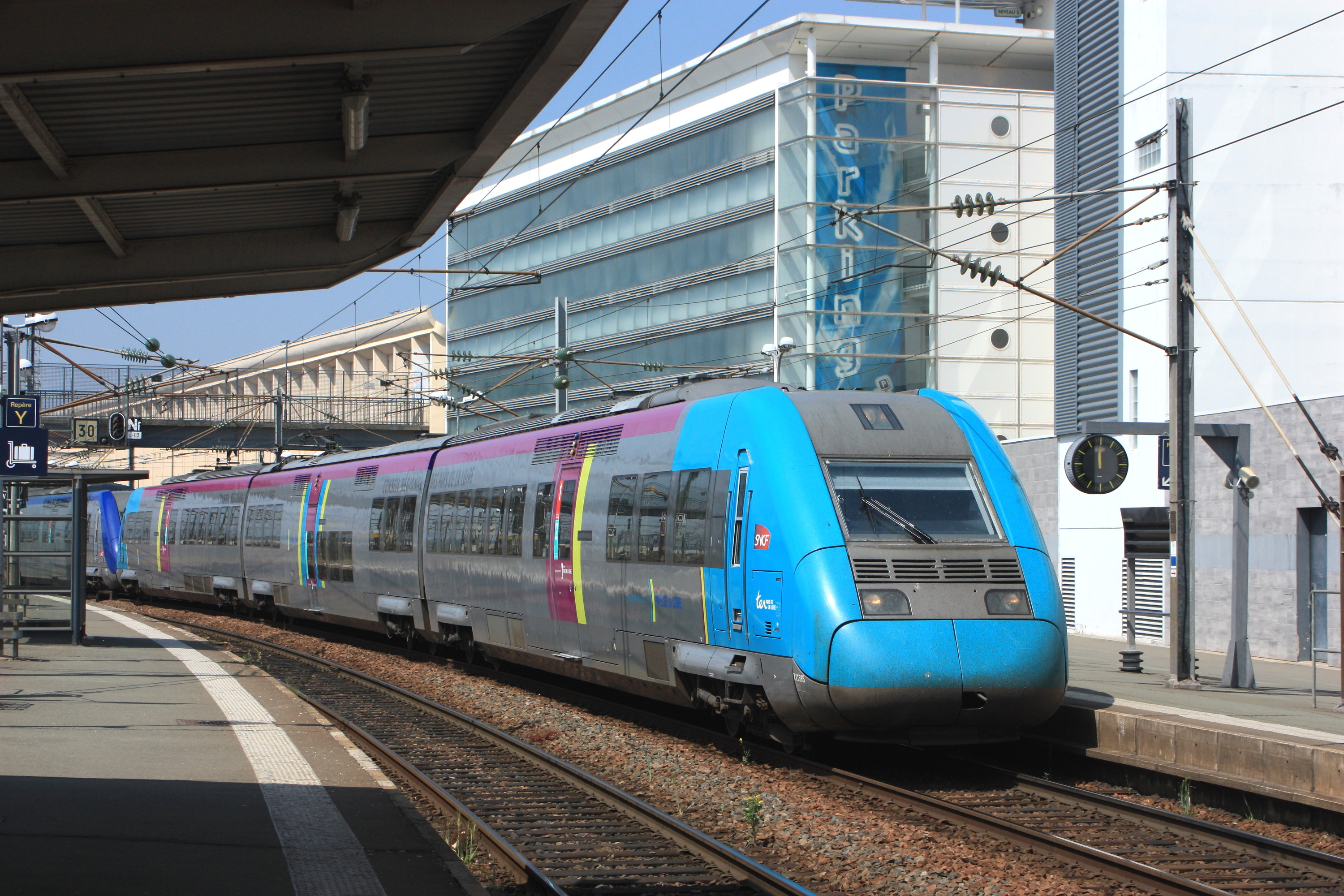
ZTER (Z 21500) en gare d'Angers-Saint-Laud.
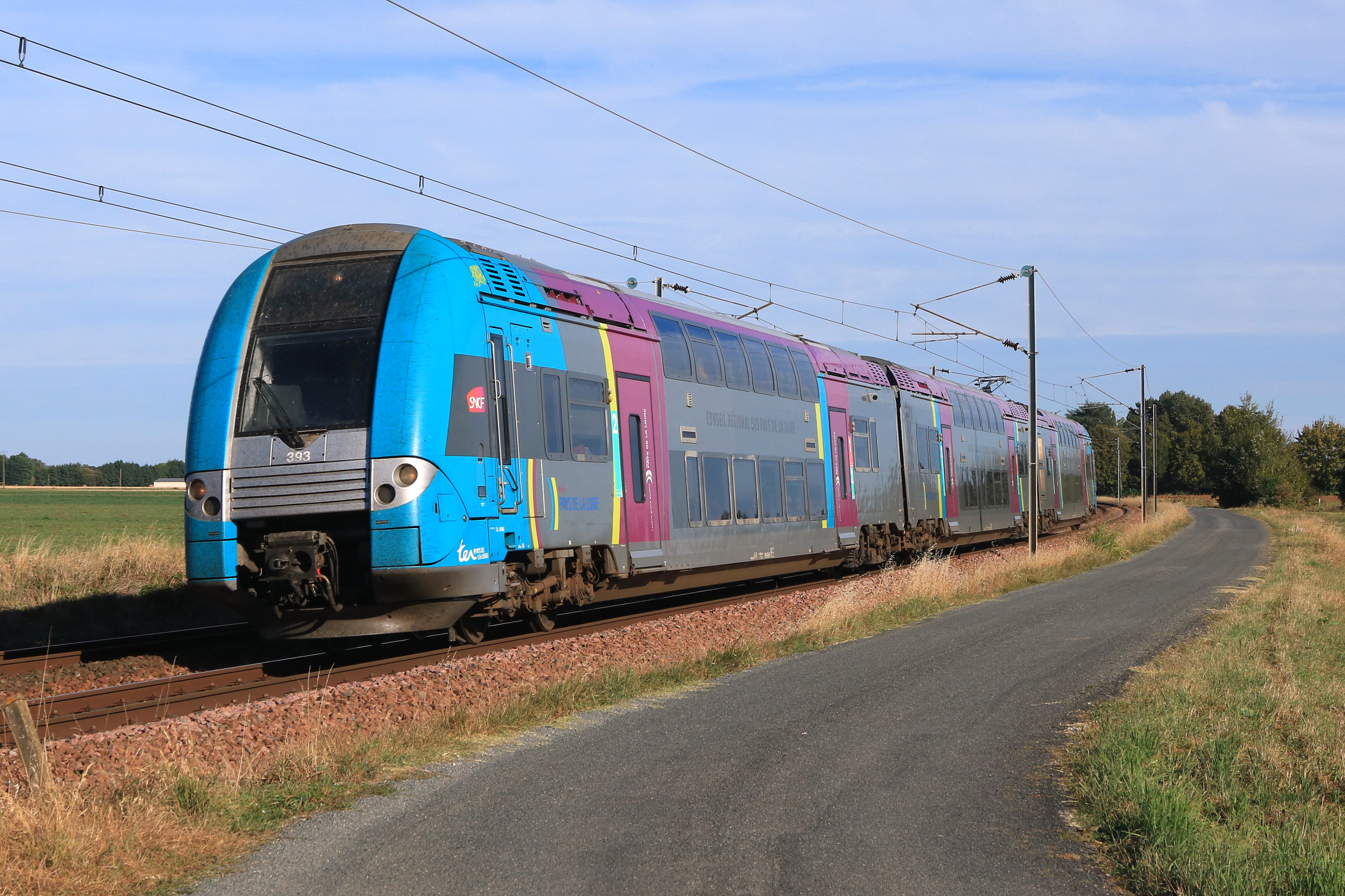
TER 2N NG (Z 24500) à Saint-Mathurin.

### Parc actuel
| Séries  | Nombre de caisses | Effectif |
| ------- | ----------------- | -------- |
| X 72500 | 2                 | 10       |
| X 73500 | 1                 | 12       |
| X 76500 | 4                 | 17       |
| Z 21500 | 3                 | 21       |
| Z 24500 | 3                 | 13       |
| Z 27500 | 4                 | 18       |
| Z 51500 | 4                 | 10       |
| U 53500 | 4                 | 24       |
| Z 56500 | 8                 | 11       |
| B 84500 | 4                 | 10       |

Au quatrième trimestre 2020, le parc du matériel roulant de la région est constitué de 146 engins.

### Matériel passé
Les Z 9600 effectuaient, en pool avec celles du TER Centre-Val de Loire et du TER Bretagne, des relations omnibus sur tout ou partie des lignes Rennes - Le Mans, Le Mans - Chartres, Le Mans - Nantes, Tours - Angers, Thouars - Tours ou Angers et Nantes - Redon. Deux d'entre elles (9612 et 9626) ont reçu une nouvelle affectation et sont désormais en livrée « Train du climat ».

## Projet de desserte
Le développement de plusieurs dessertes périurbaines est à l'étude, sans date d'échéance, dont notamment :
- Nantes - Pornic en tram-train[82], projet aujourd'hui limité à Sainte-Pazanne et en TER classique[83] ;
- Nantes - Carquefou en tram-train[82] ;
- Nantes - Aéroport du Grand Ouest en tram-train[83].
- Nantes - Savenay[83] ;
- Nantes - Ancenis[83].
- Cholet - Les Herbiers[84]